# Sint-Jacobus de Meerderekerk (Den Haag)

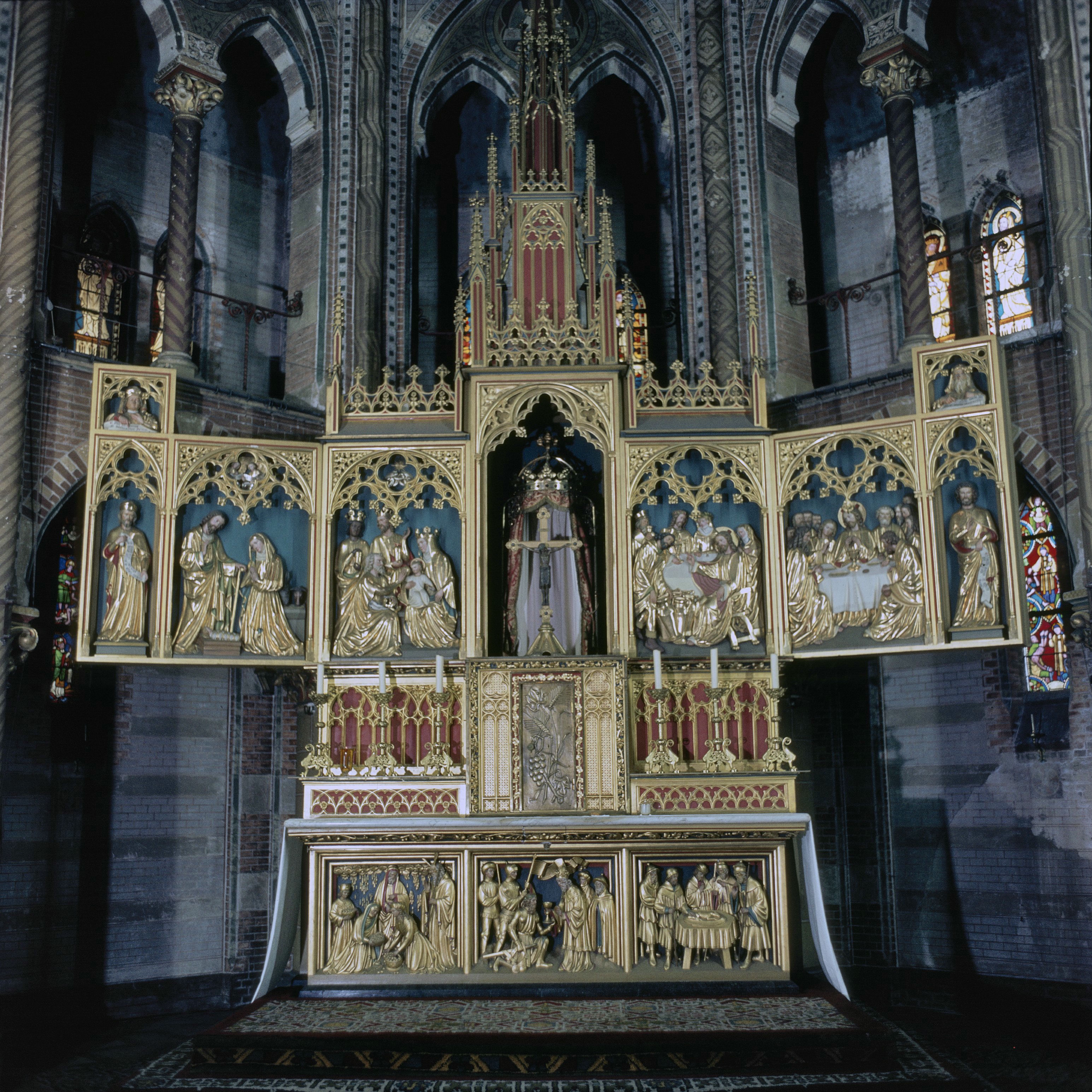
Hoofdaltaar
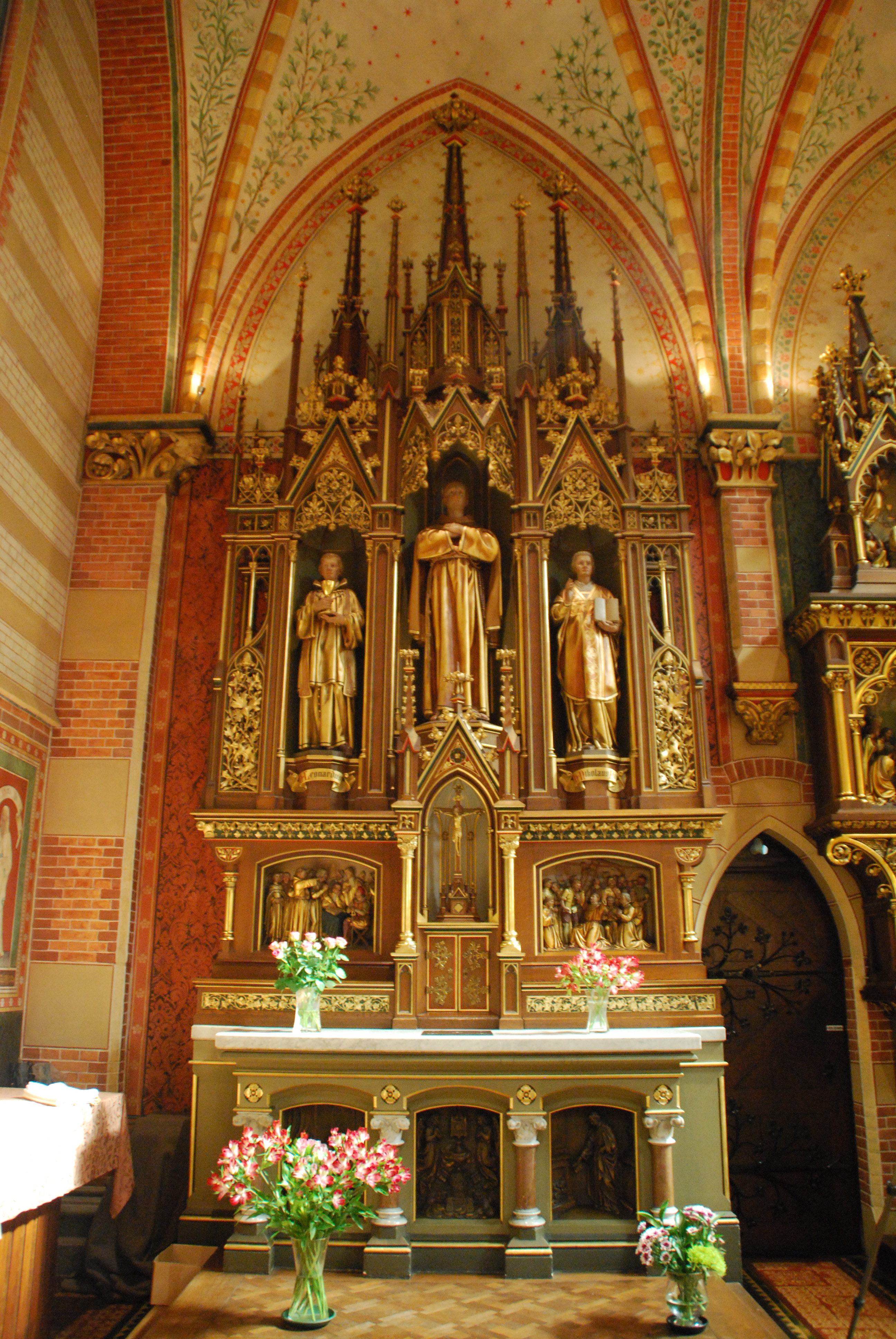
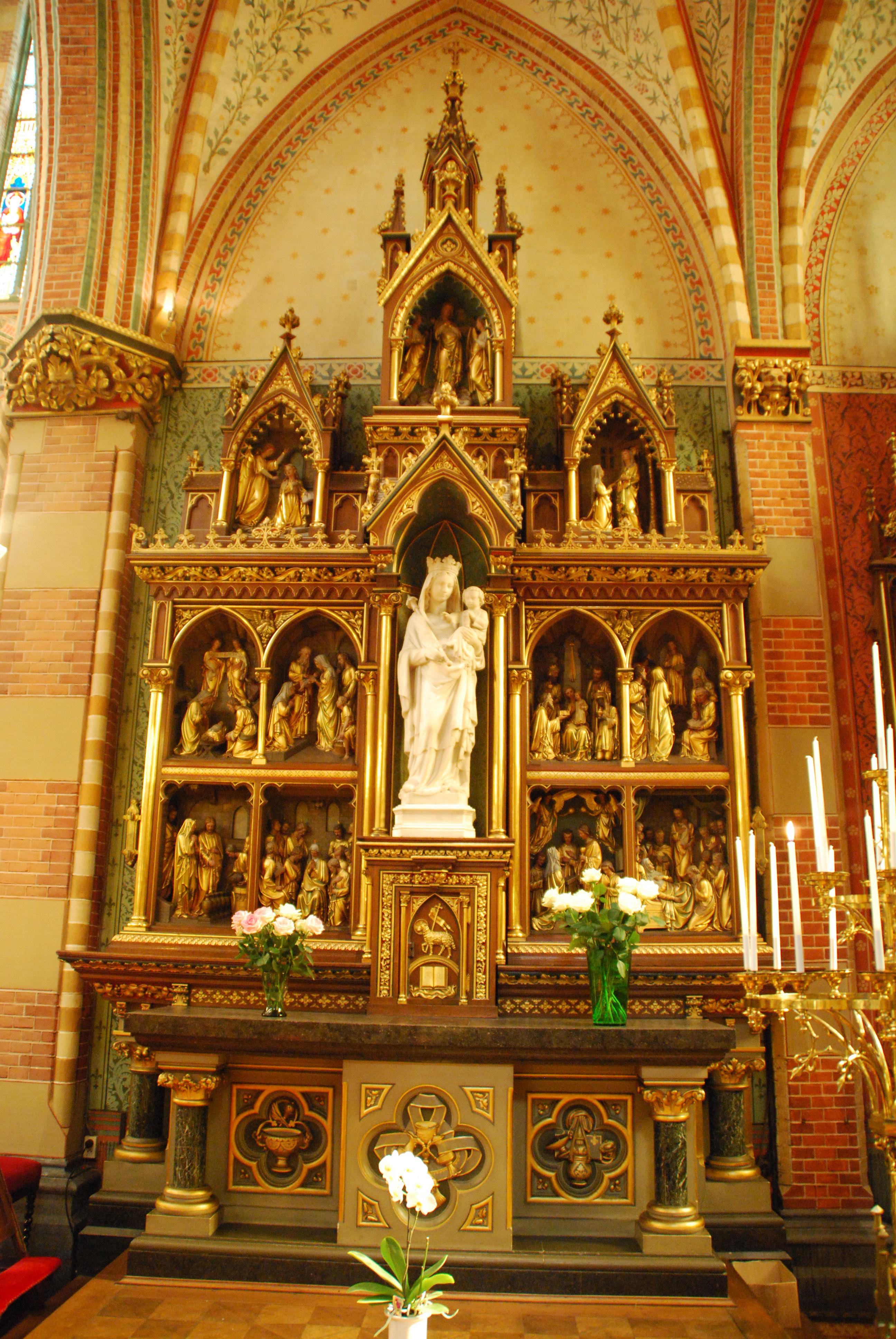
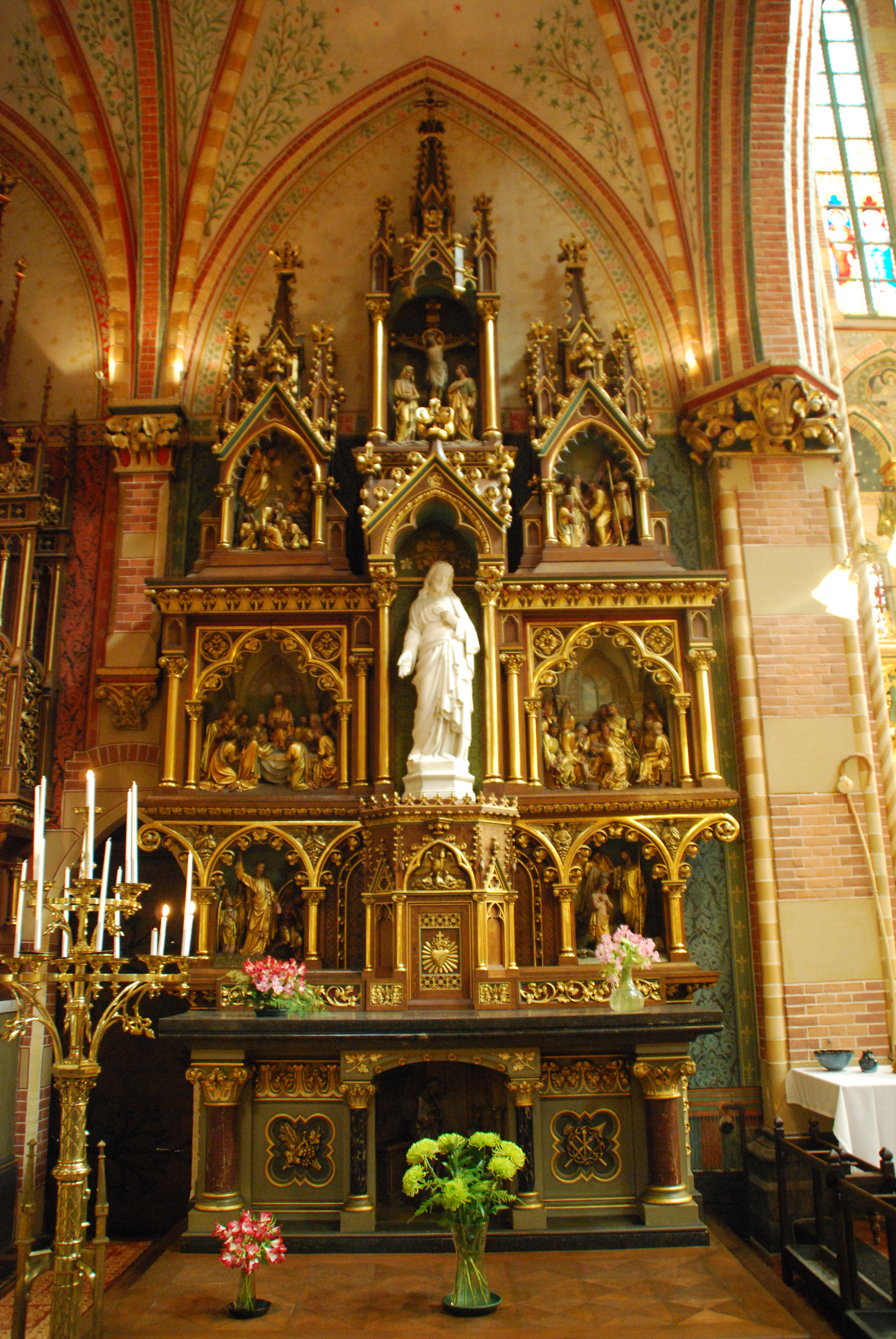

De Sint-Jacobus de Meerderekerk (ook: Jacobuskerk) is een rooms-katholieke kerk aan de Parkstraat in het Centrum van Den Haag. Het kerkgebouw en de geloofsgemeenschap maken deel uit van de parochie Maria Sterre der Zee.

## Bouw
De kerk werd in 1875-1878 gebouwd naar een ontwerp van de bekende architect Pierre Cuypers. Het is een driebeukige kruisbasiliek in neogotische stijl. De halfingebouwde kerktoren met achtkantige torenspits aan de voorzijde is 94 meter hoog en daarmee de hoogste kerktoren van Den Haag, een meter hoger dan de toren van de Grote of Sint-Jacobskerk. Op het kerkgebouw bevindt zich ook een vieringdakruiter met naaldspits. Bijzonder is dat de architect de steunberen aan de binnenkant van de muren plaatste om de beschikbare ruimte optimaal te kunnen benutten. De polychromie, muurschilderingen en tegelvloeren in de kerk staan bekend om hun bijzonder rijke vormgeving. Mede door de kostbare polychromie was de Sint-Jacobus de duurste Nederlandse kerk van de 19e eeuw.

## Patroon
De patroon van de kerk en de voormalige  parochie is de apostel Jacobus de Meerdere, de beschermheilige van Den Haag. De middeleeuwse Grote of Sint-Jacobskerk in het centrum van Den Haag werd onder hetzelfde patronaat gebouwd, maar ging ten tijde van de reformatie over naar het protestantisme.

## Monument en restauratie
In 1969 bestonden nog plannen om de kerk vanwege "de zeer zware financiële lasten" te sluiten. Het kerkgebouw is in 1975 op de rijksmonumentenlijst geplaatst vanwege zijn architectuur-historische betekenis. Het is een van de weinige werken van Pierre Cuypers in Den Haag. De laatste restauratie van de kerk duurde negen jaar en werd in mei 2010 voltooid.

## Orgel
De kerk beschikt over een orgel van de orgelbouwer P.J. Adema & Zonen uit 1891. Oorspronkelijk stond het in de Spaarnekerk in Haarlem. In 1976-1977 werd het instrument overgebracht naar de St. Jacobuskerk in Den Haag en gecombineerd met het reeds aanwezige orgel van Jos. Vermeulen uit 1948. Er is daarin nog ouder  pijpwerk aanwezig van onder meer Michaël Maarschalkerweerd. In 2010 kwam een algehele restauratie gereed. Het orgel heeft sindsdien drie manualen en 57 registers.

## Diplomatieke en politieke functie
Vanaf haar bouw is de Sint Jacobuskerk dikwijls gebruikt voor diplomatieke doelen. Zo wordt er bijvoorbeeld op de verjaardag van de pauskeuze door de nuntius en de bisschop een pontificale hoogmis opgedragen waarbij verschillende diplomaten aanwezig zijn.
Ook op de ochtend van Prinsjesdag, de derde dinsdag van september, speelt de kerk een rol. Dan vindt jaarlijks de Prinsjesdagviering plaats. Met deze viering geven de deelnemende religies en levensbeschouwingen een positieve en bemoedigende boodschap voor het nieuwe politieke jaar aan bestuurders, politici en burgers. De viering wordt traditioneel bijgewoond door meerdere leden van het kabinet en volksvertegenwoordigers. 

## Foto's
Exterieur

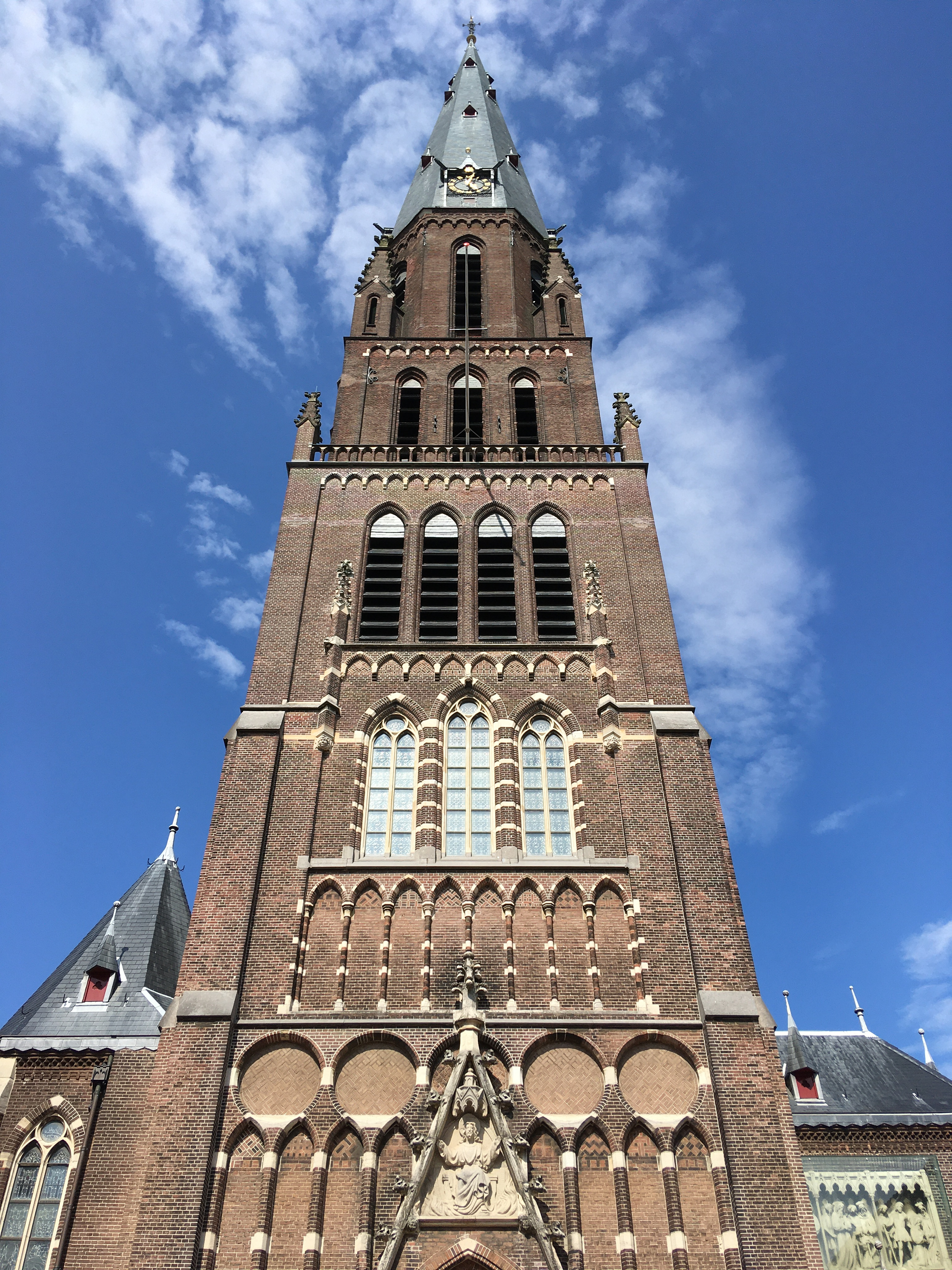
Kerktoren
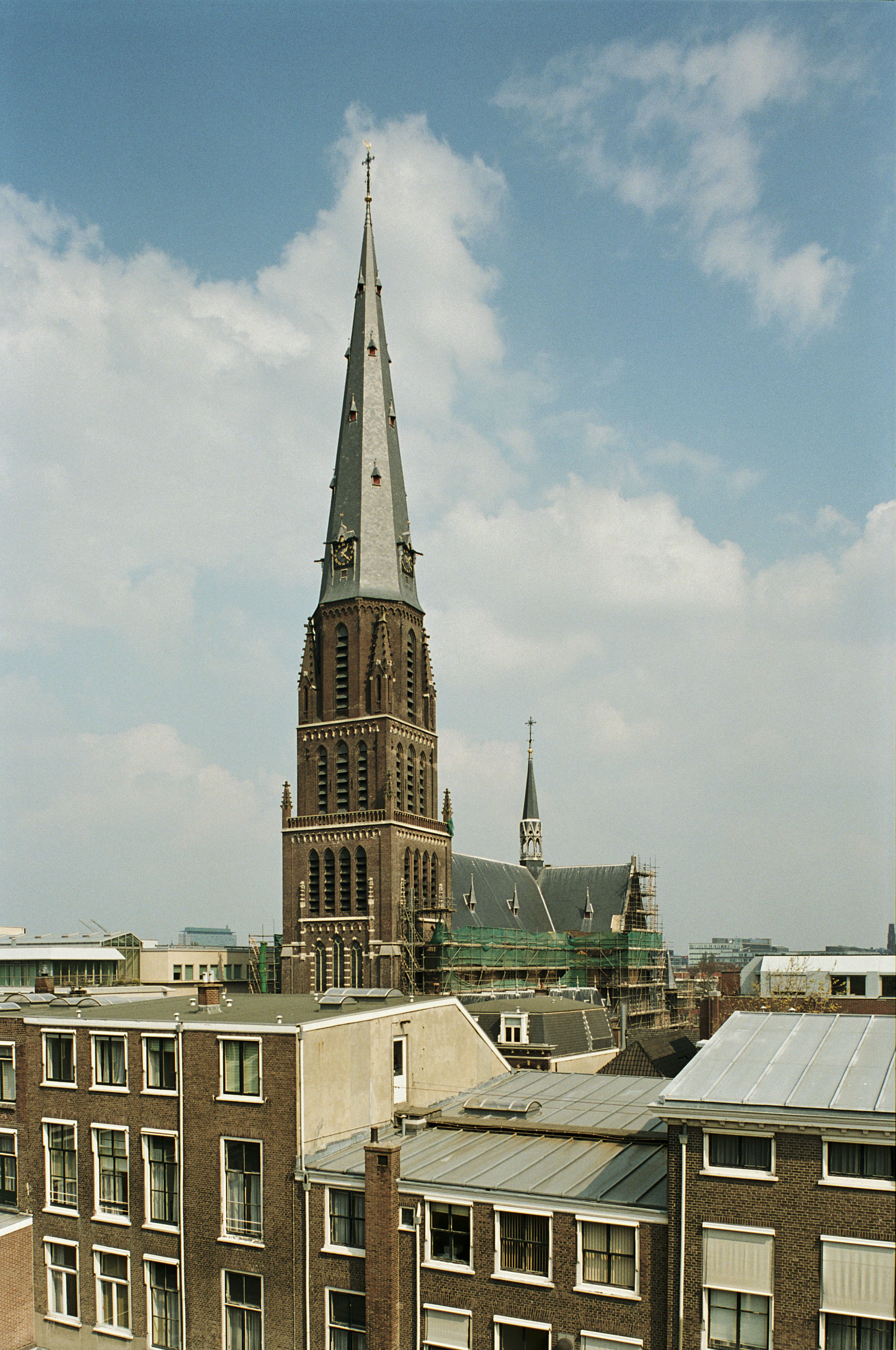
Sint-Jacobuskerk tijdens werkzaamheden in 2002
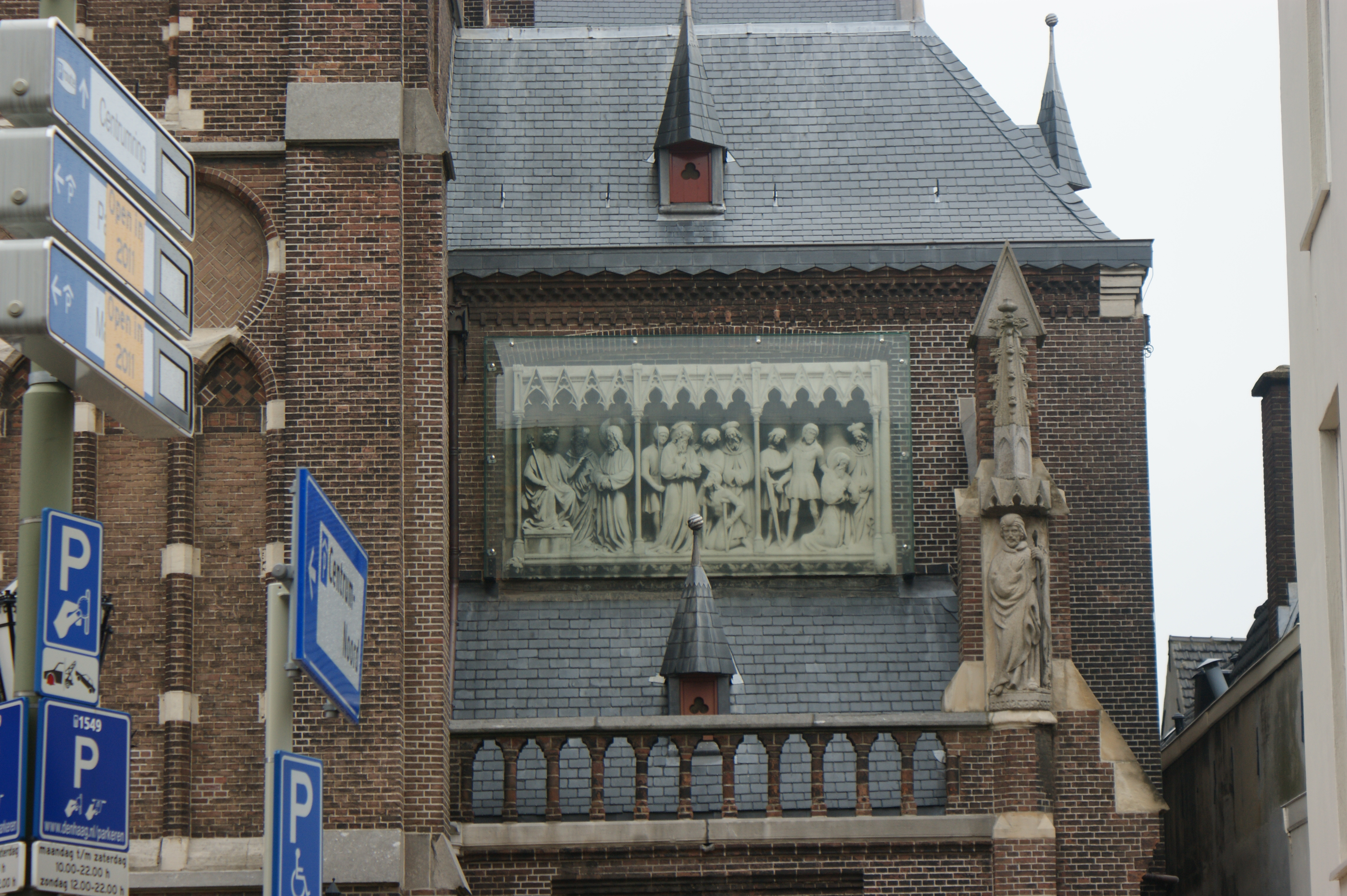
Beelden voorgevel kerk
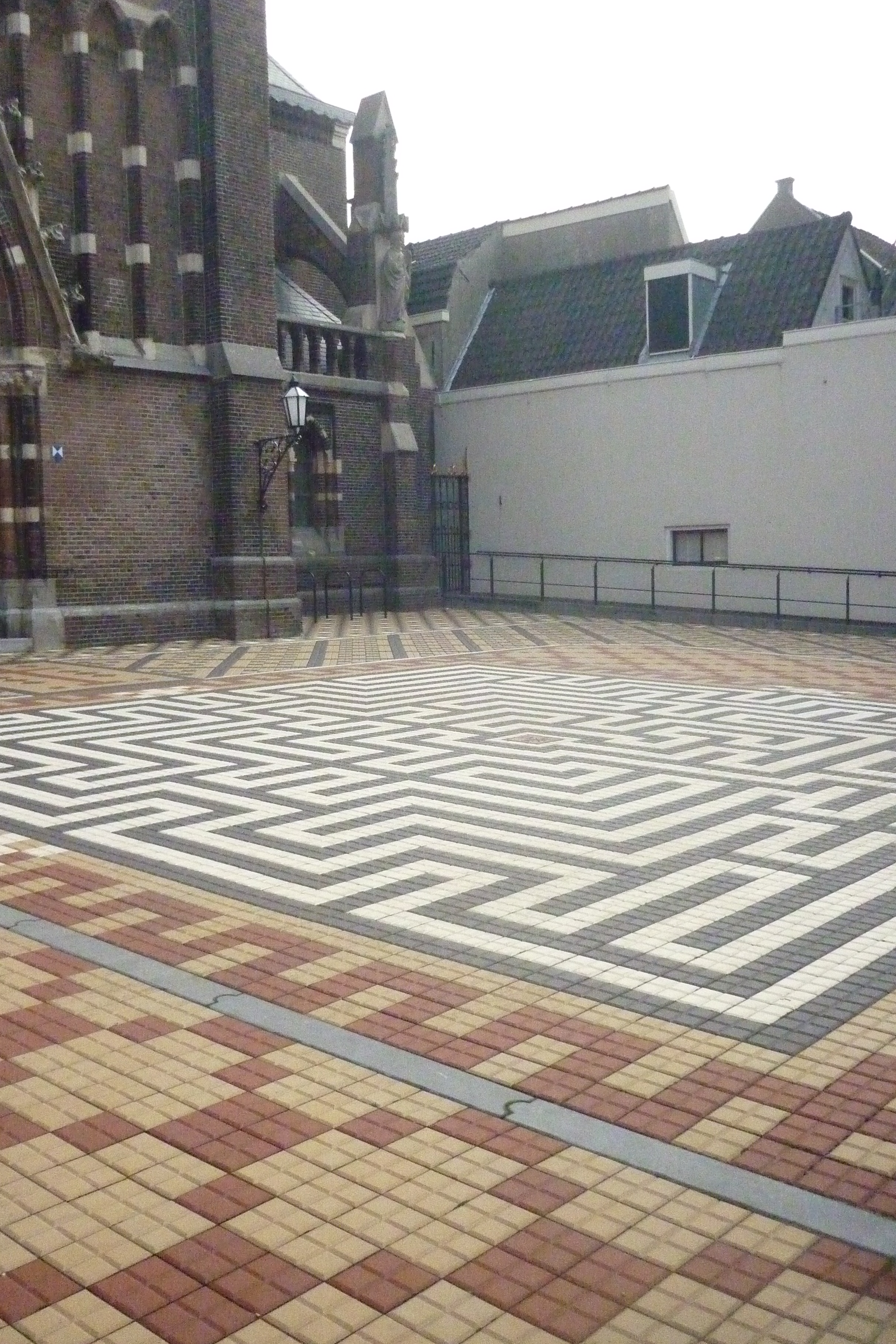
Labyrint op het voorplein
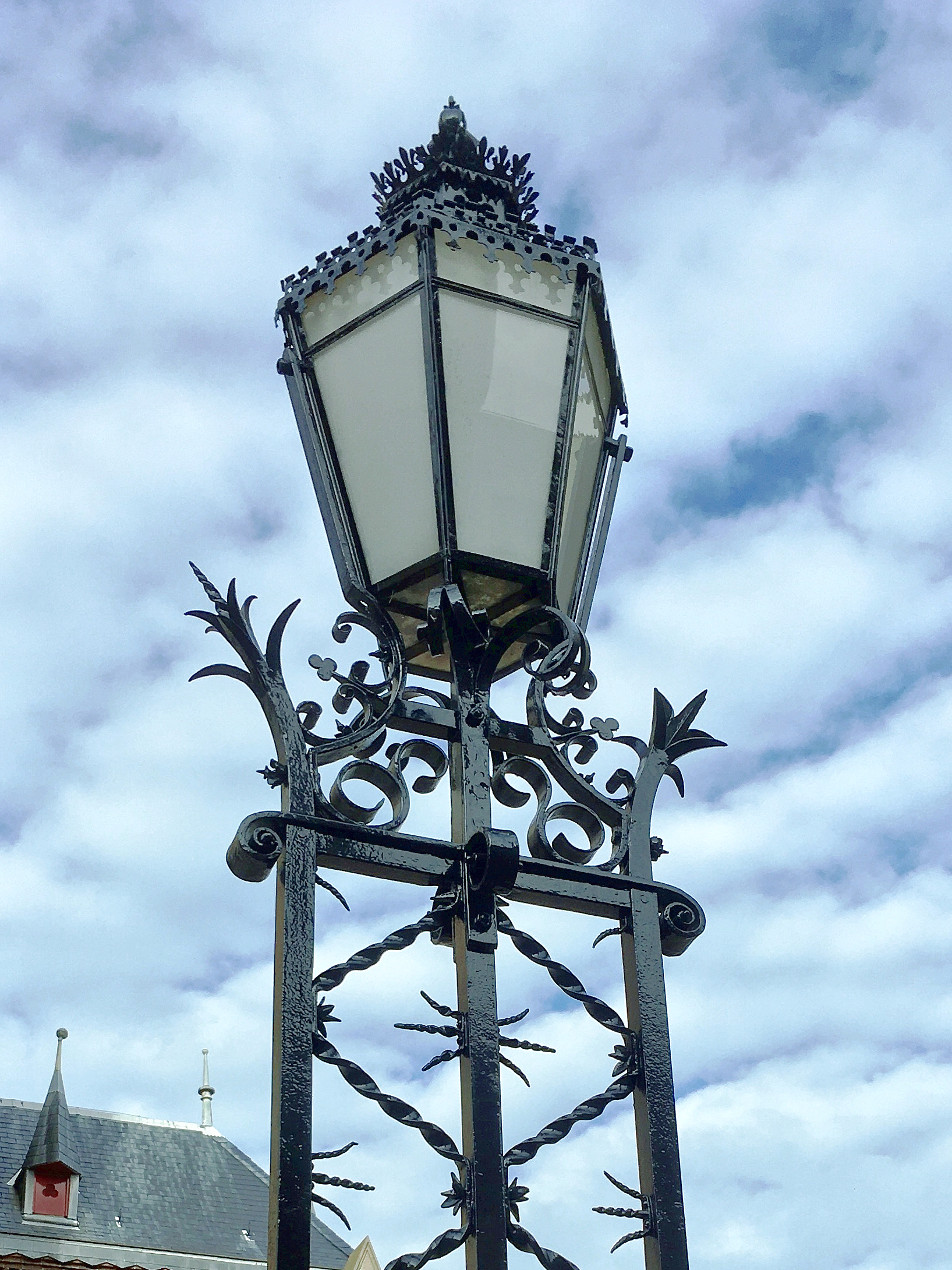
Neogotische lantaarn voorplein

Interieur

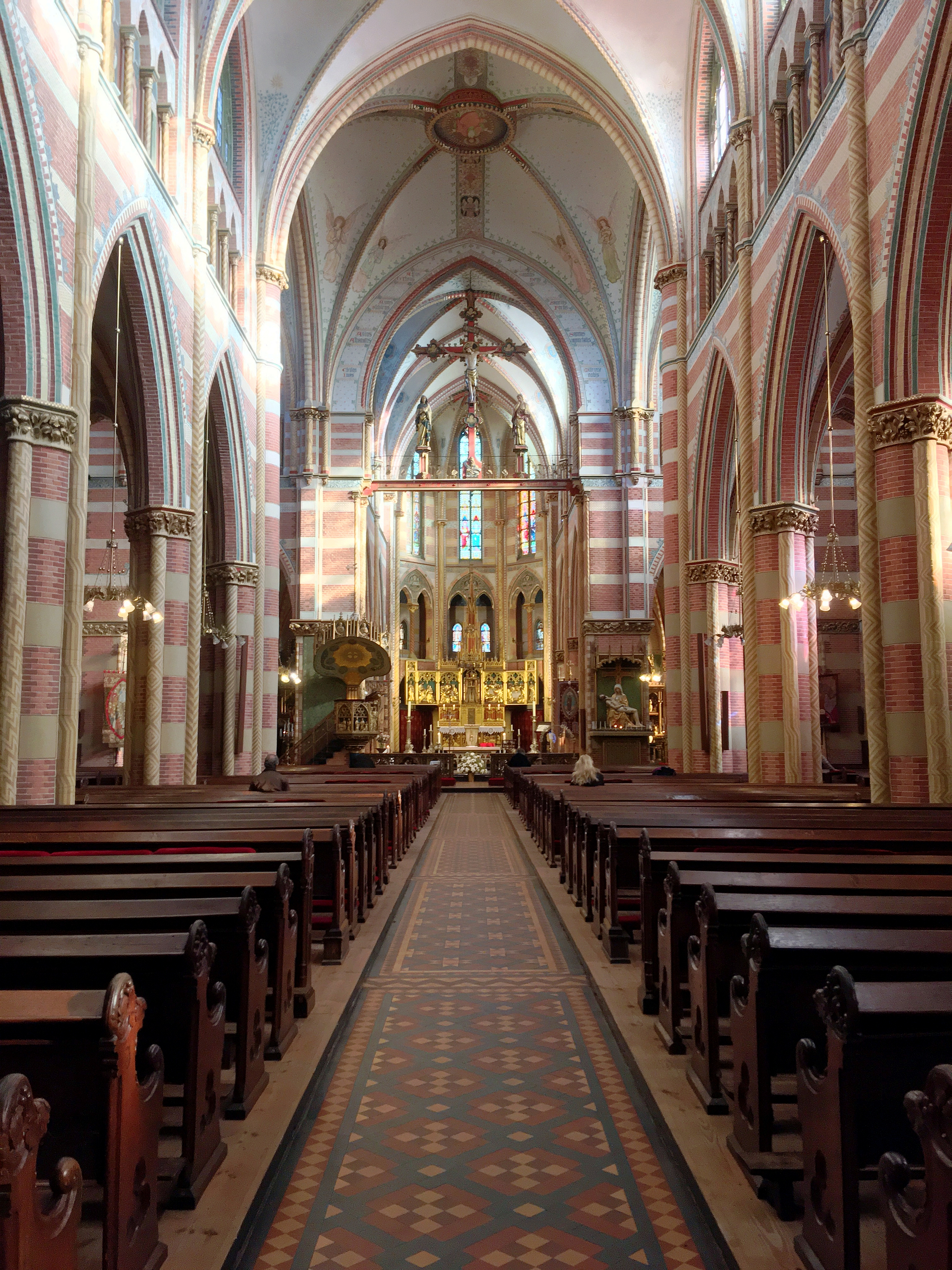
Middenschip gezien richting priesterkoor
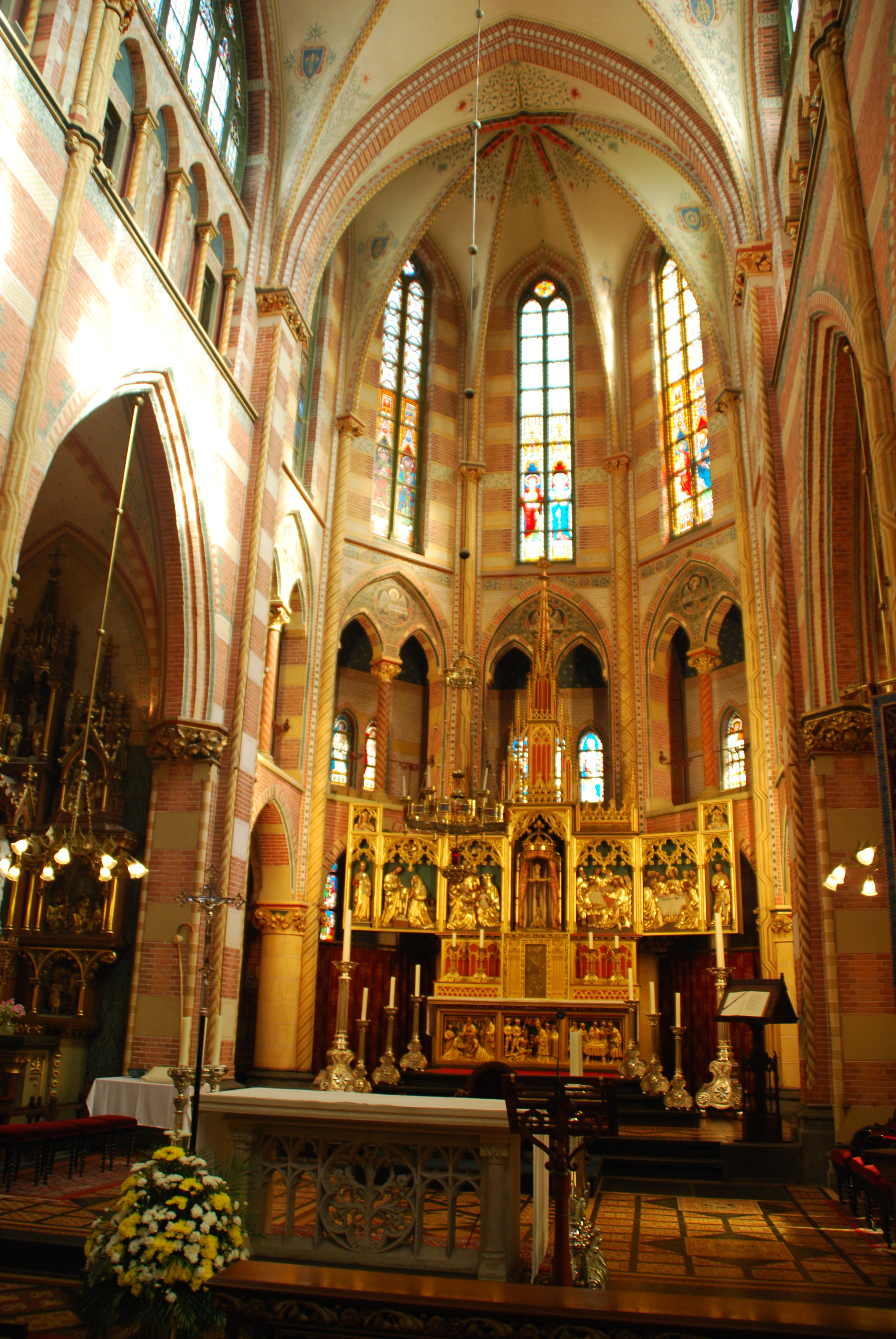
Priesterkoor met hoofdaltaar
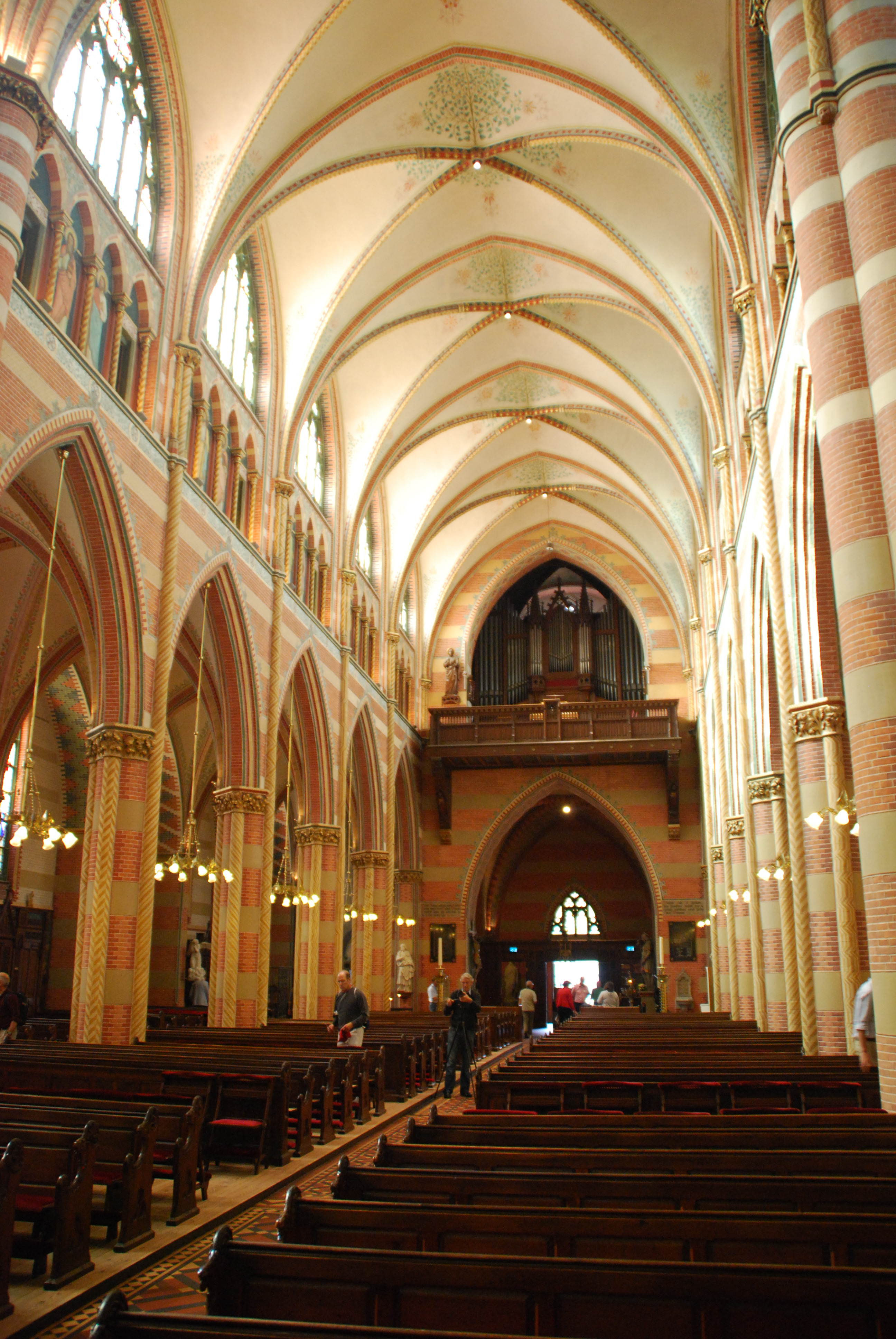
Middenschip gezien richting het orgel
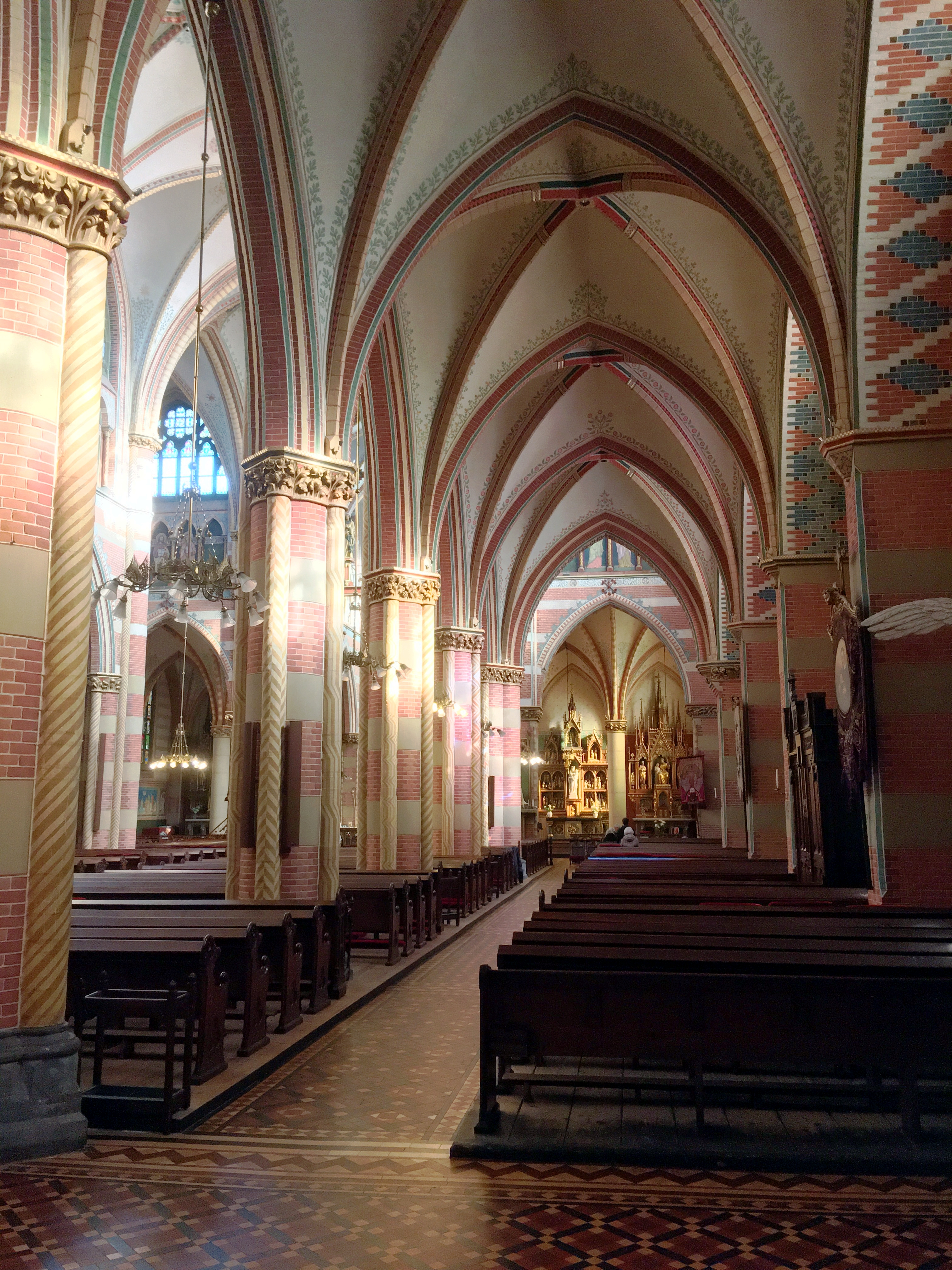
Noordelijke zijbeuk
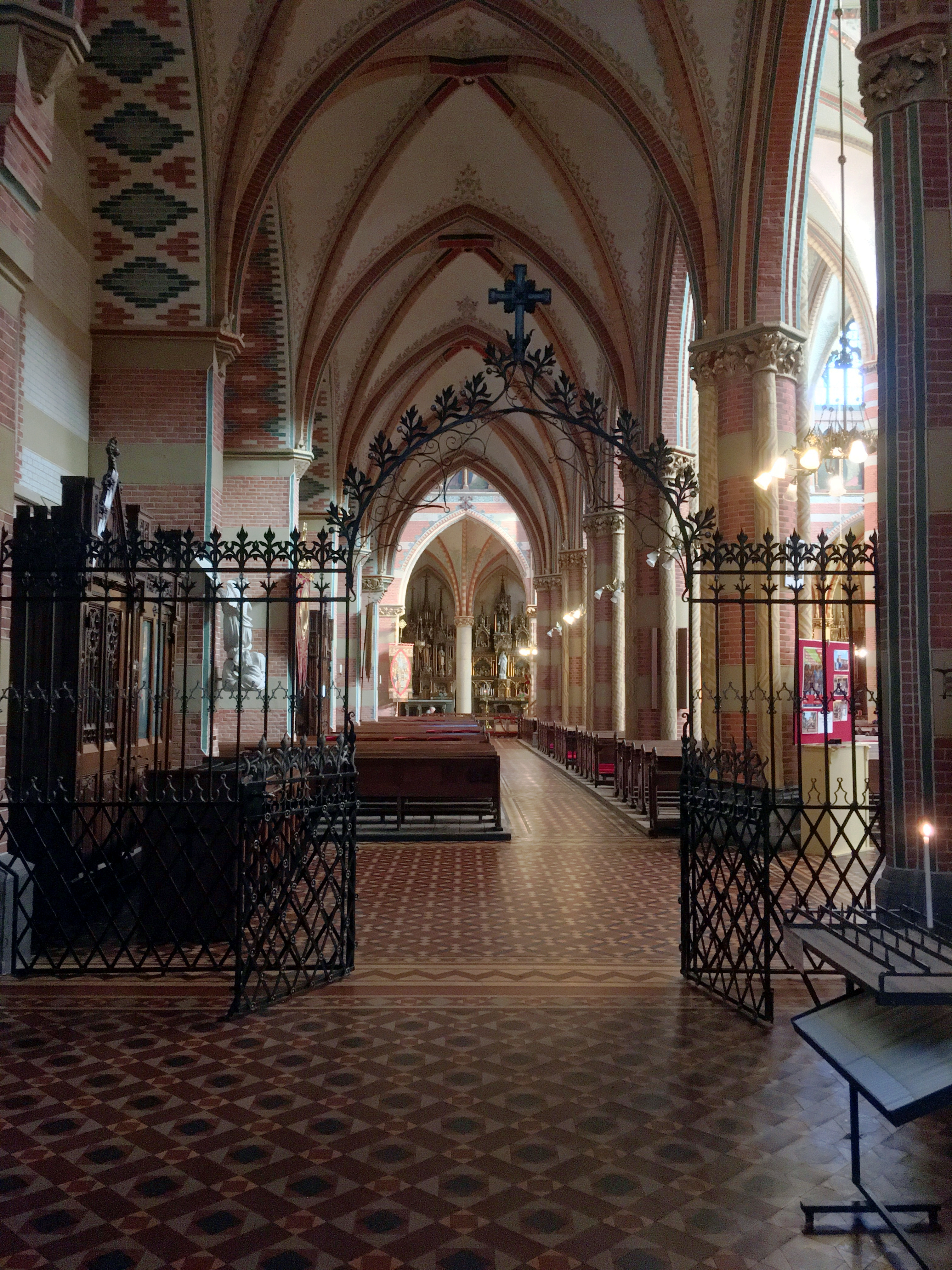
Zuidelijke zijbeuk
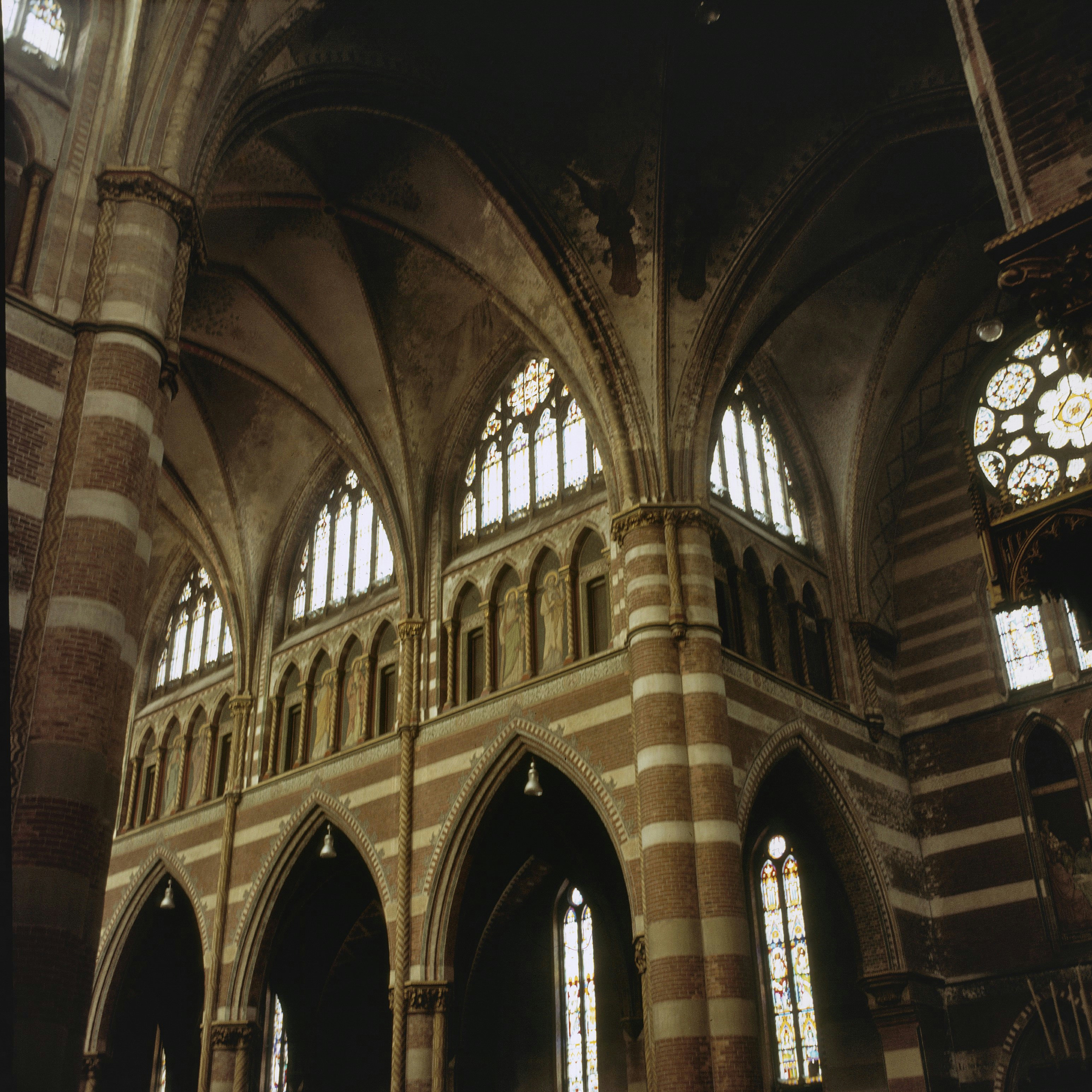
Noordgevel en gewelven van het schip
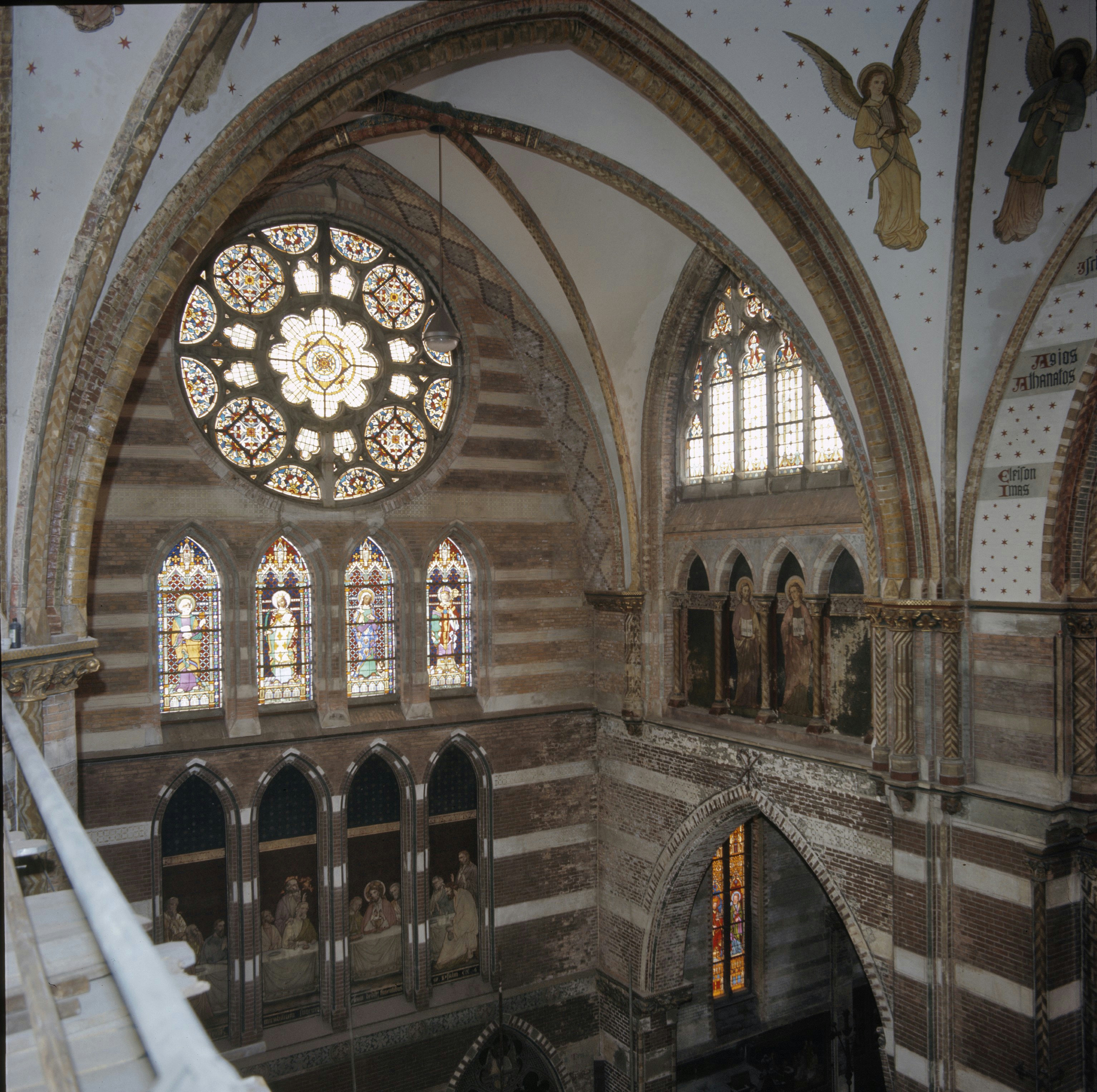
Oost- en noordmuur van het noorder transept
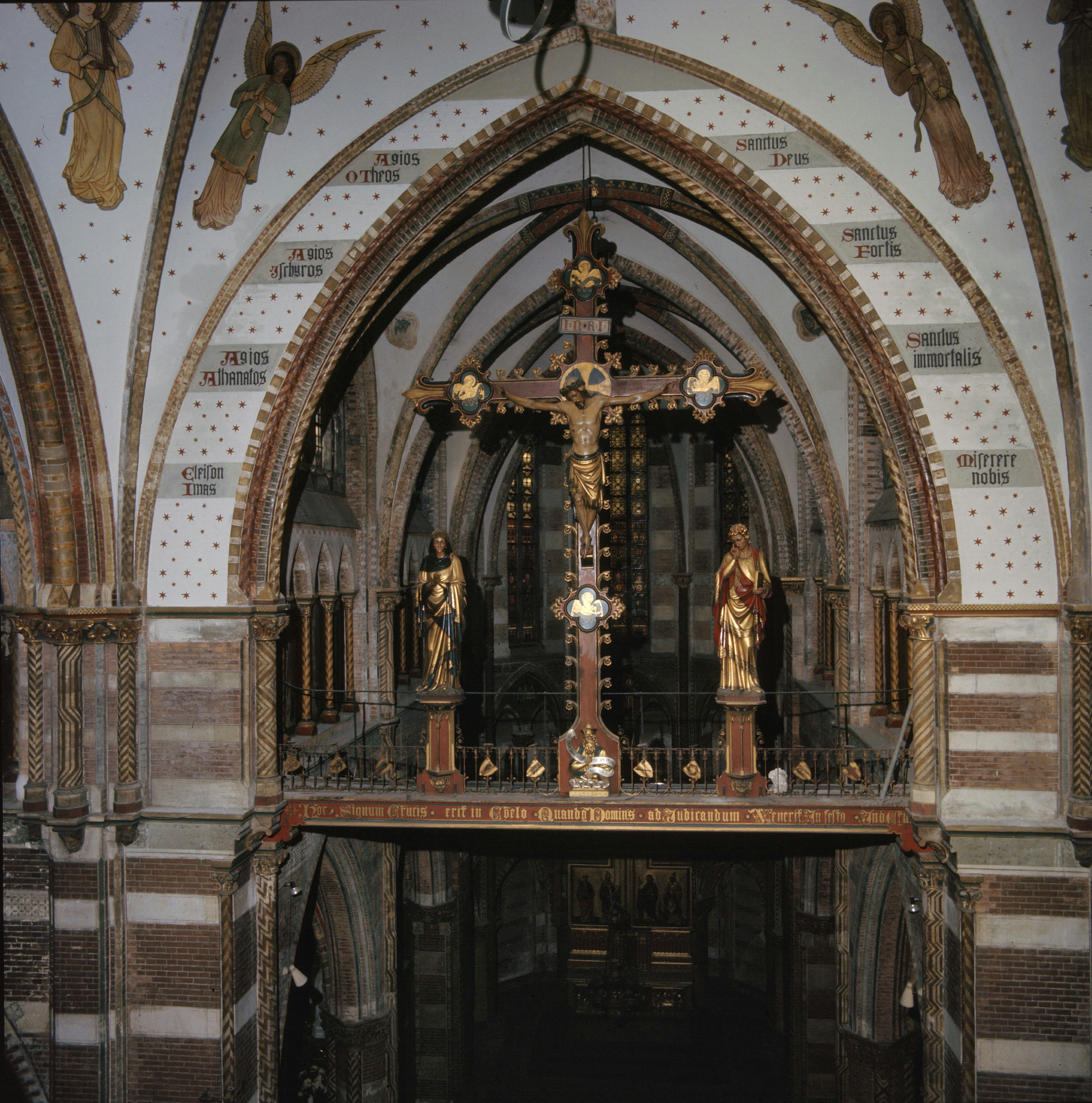
Triomfbalk met kruisigingsgroep en gewelf met schilderingen
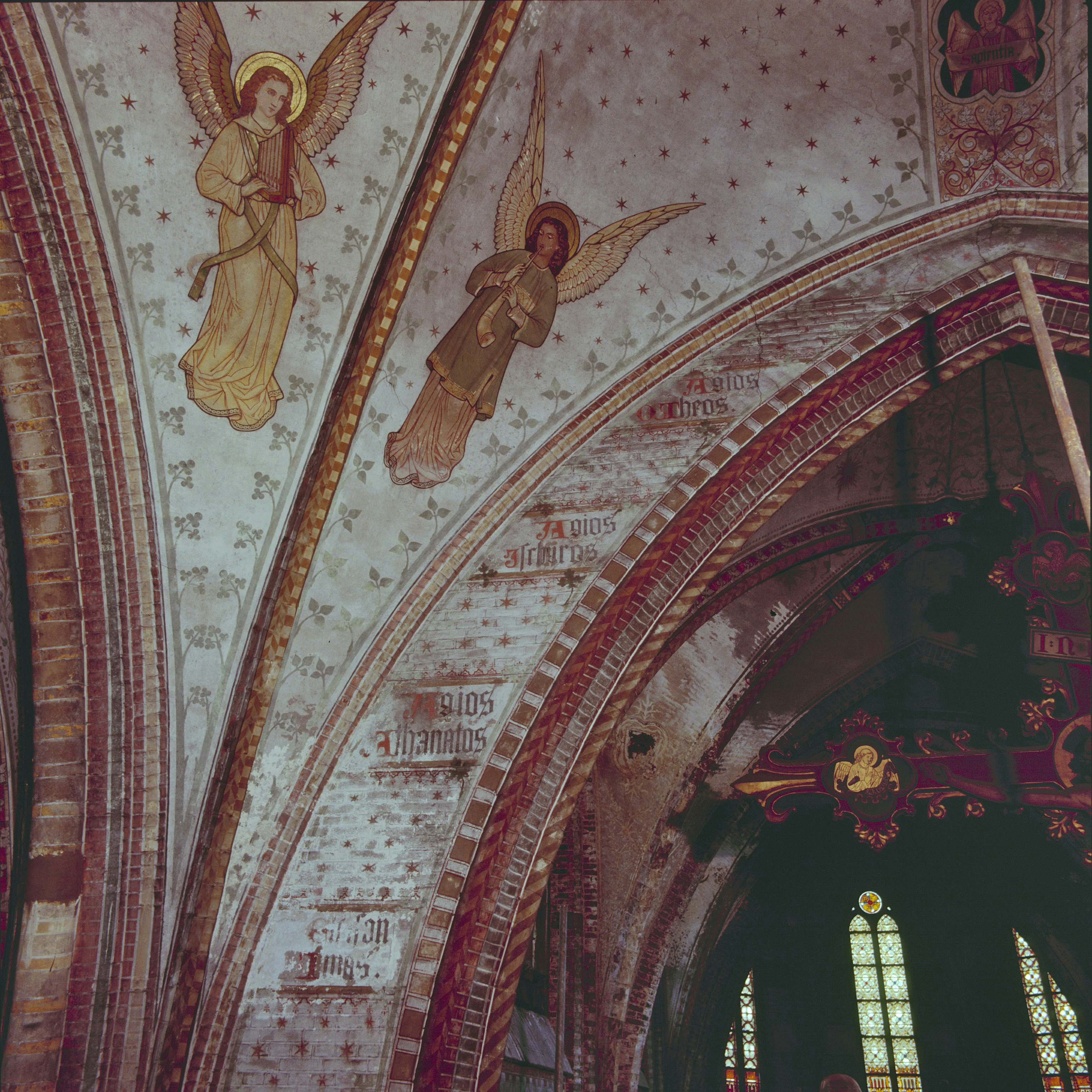
Gewelf met schilderingen van engelen
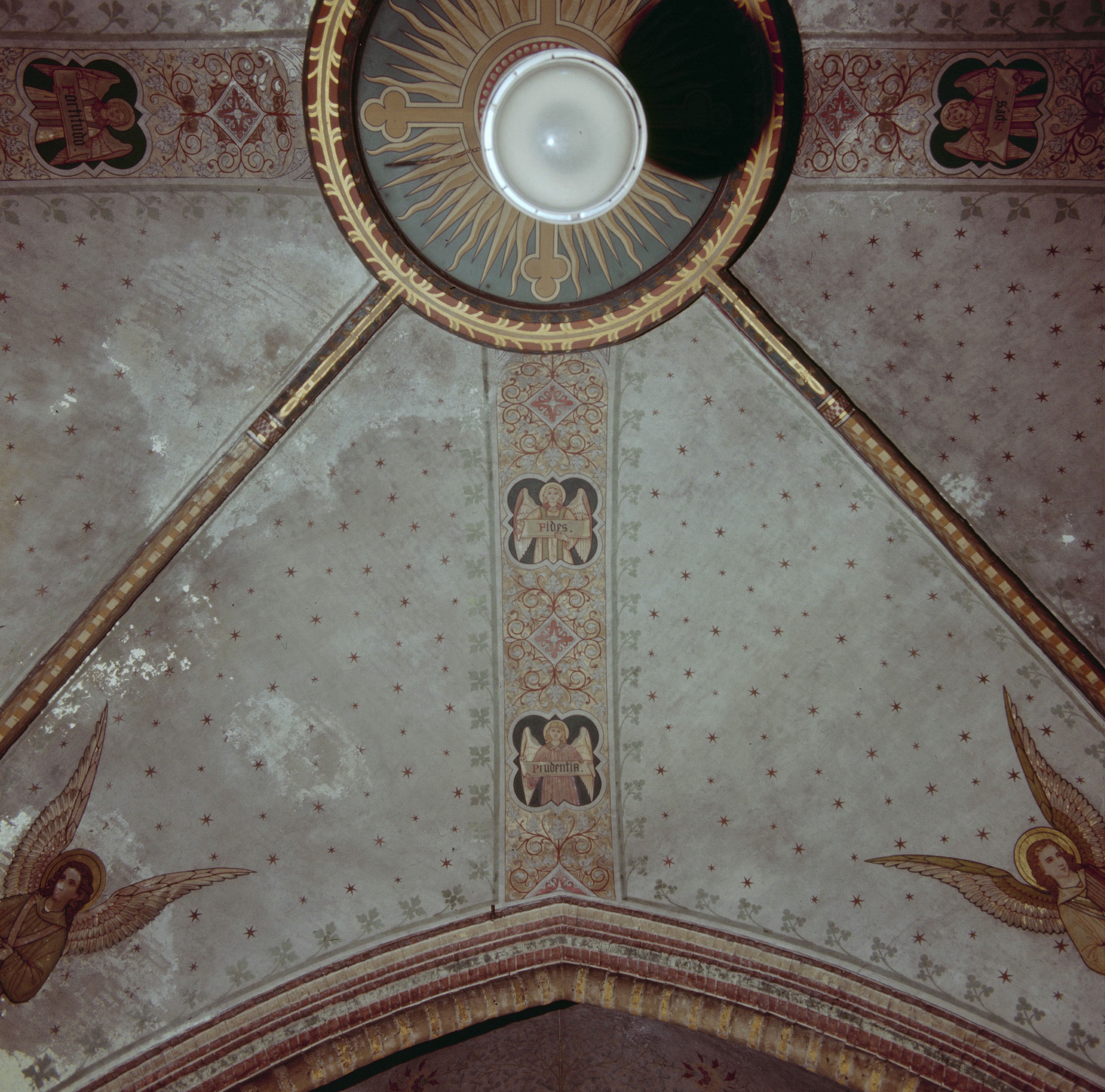
Gewelf met schilderingen van engelen

Altaren
- Hoofdaltaar

Sculpturen

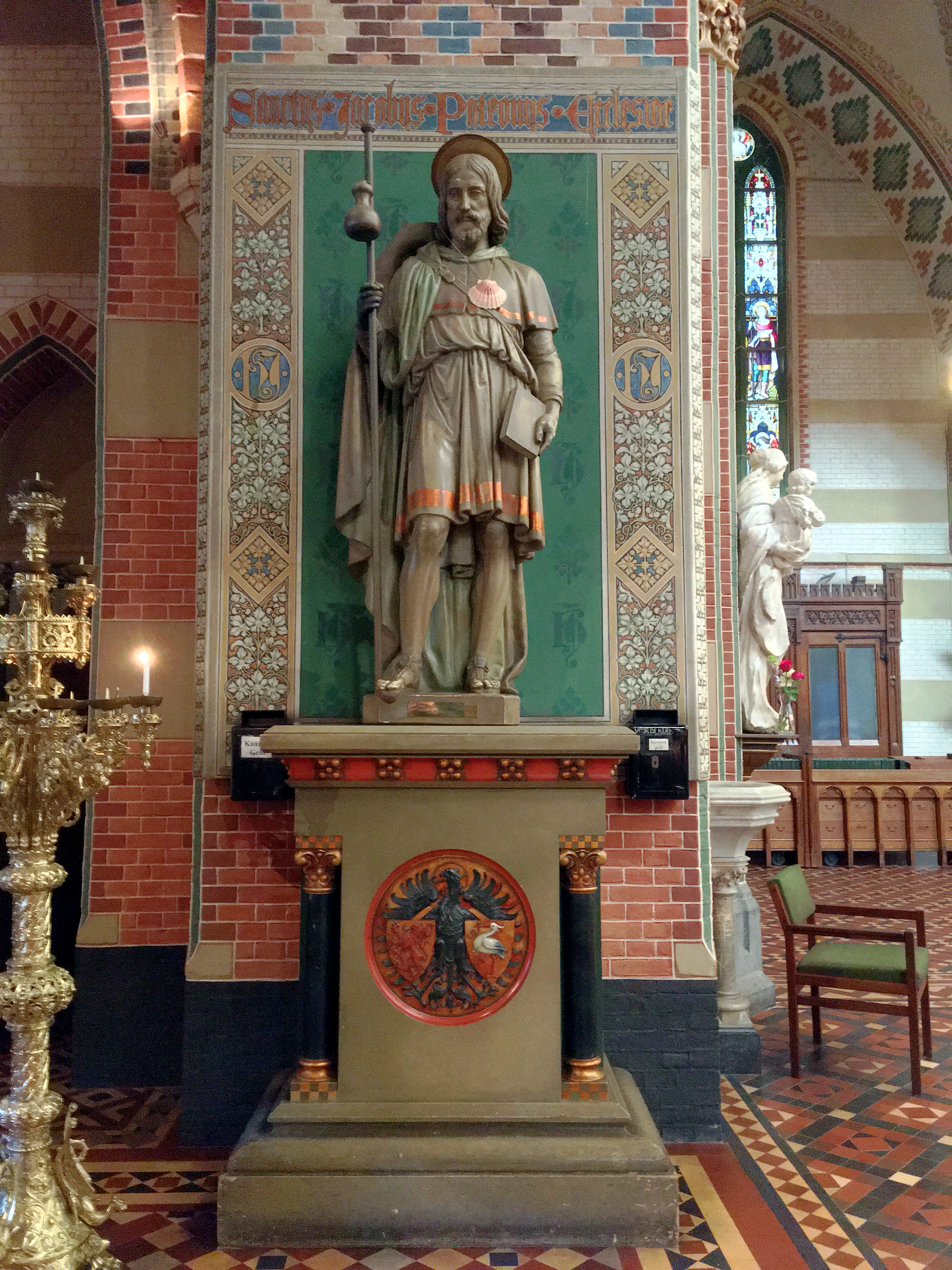
De apostel Jacobus door Louis Royer
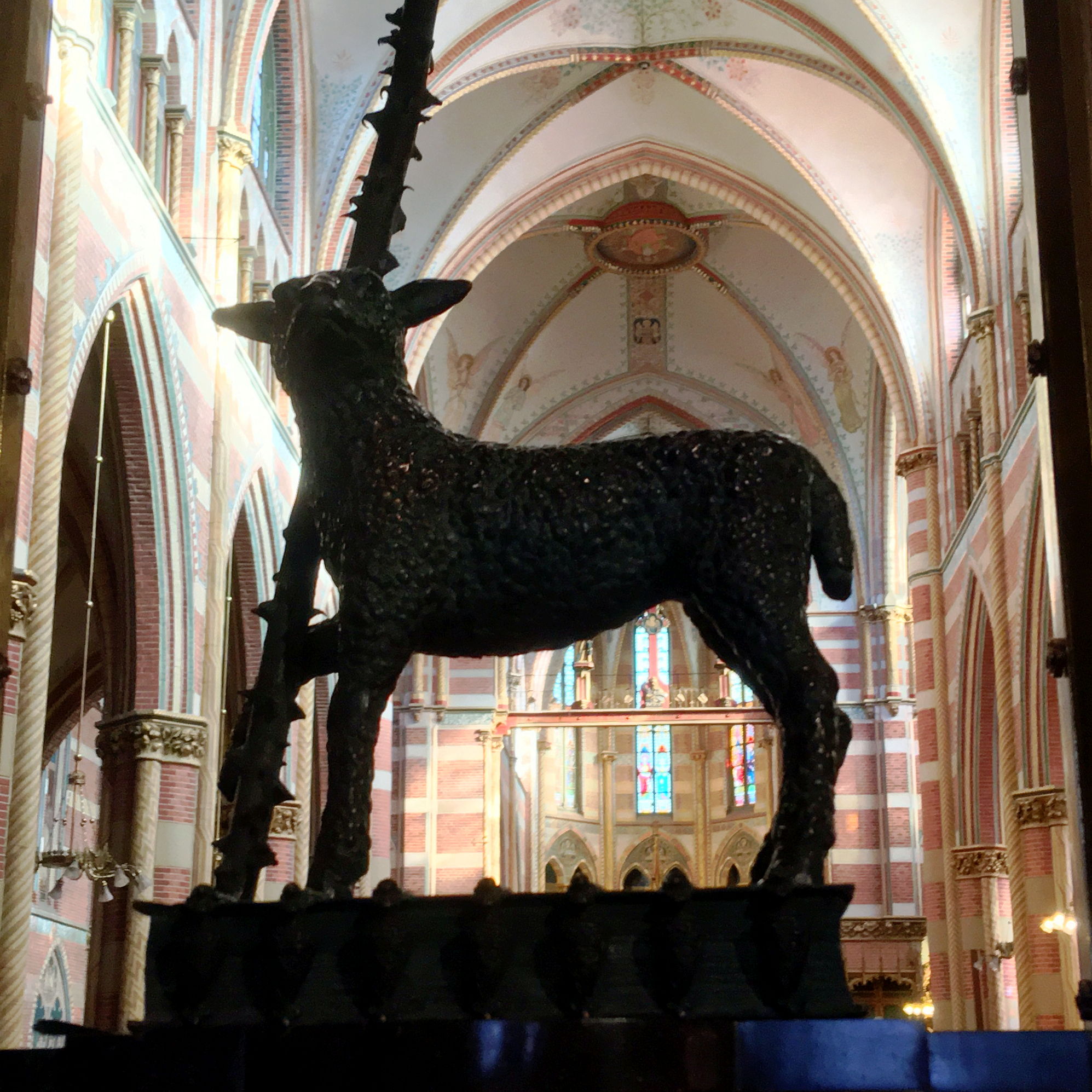
Lam Gods in de entree van de kerk
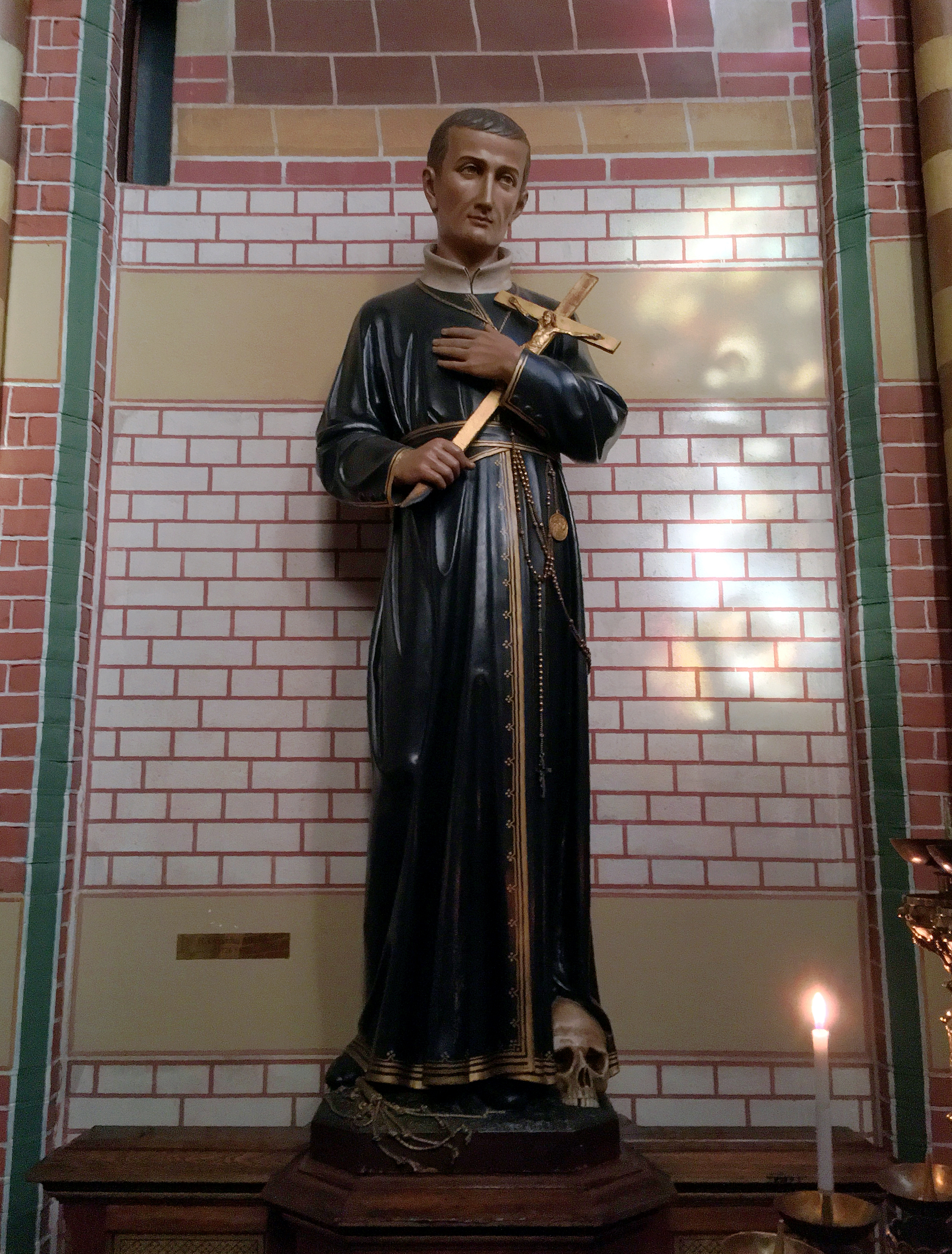
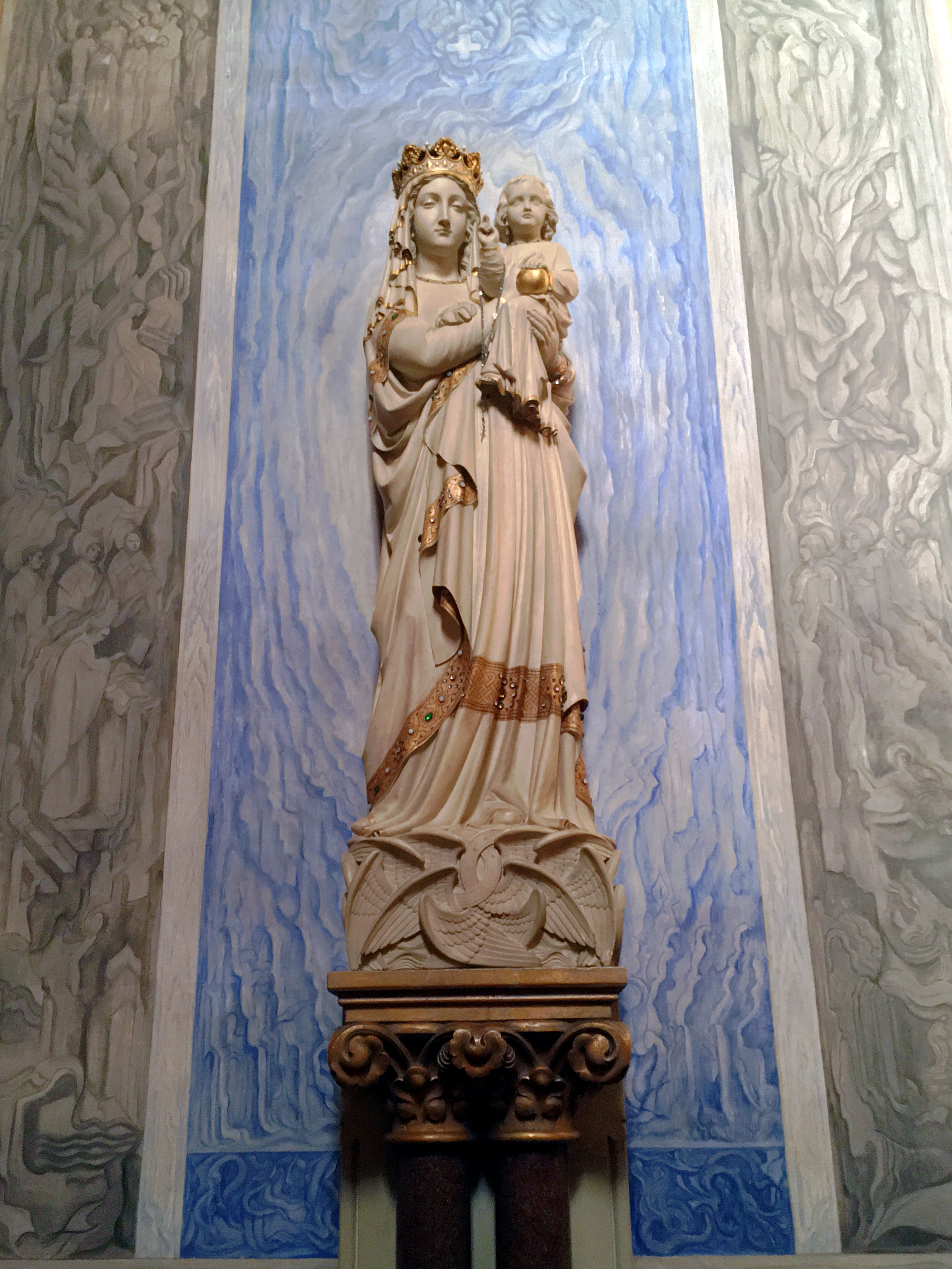
Maria met het kind
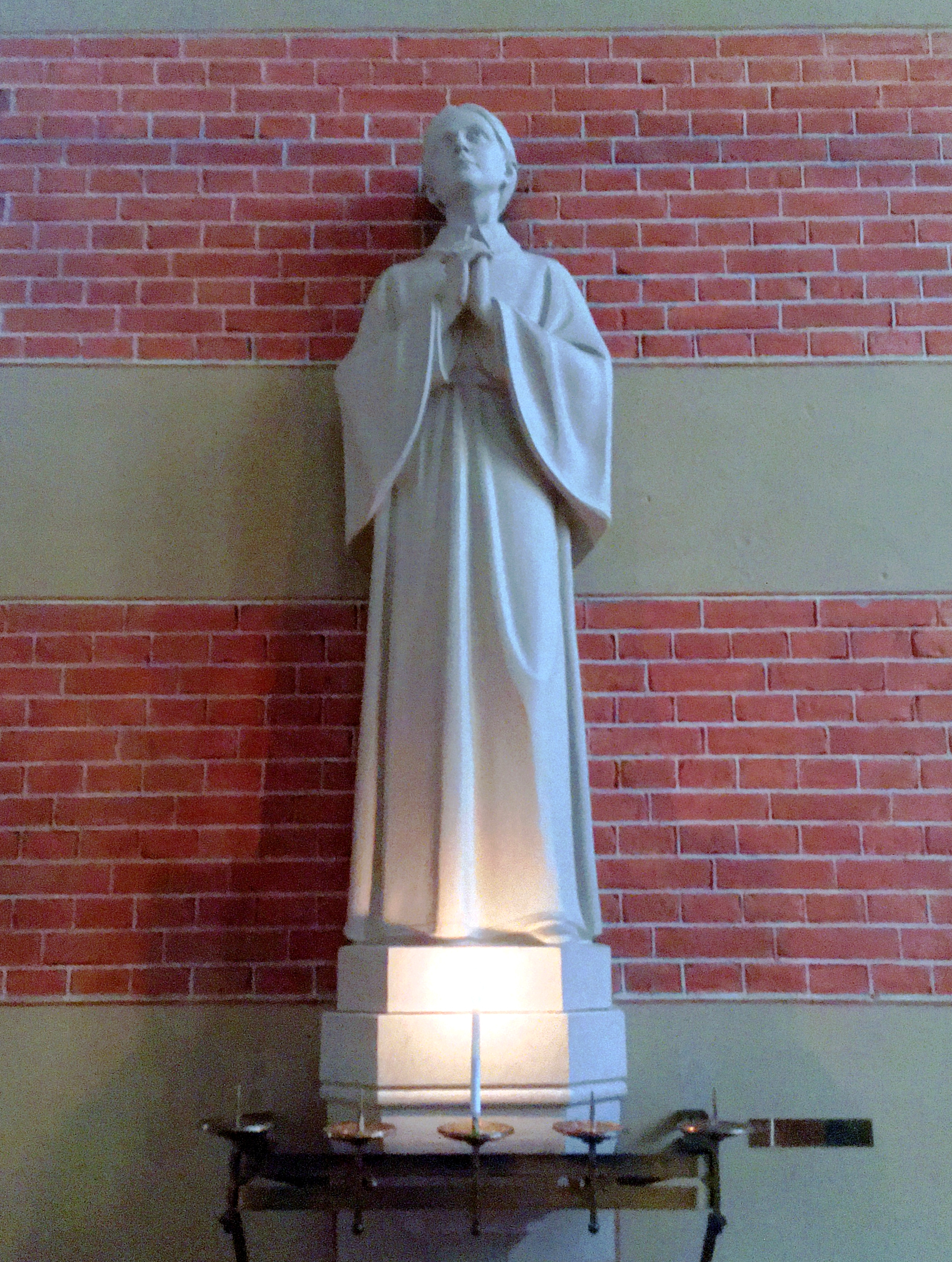
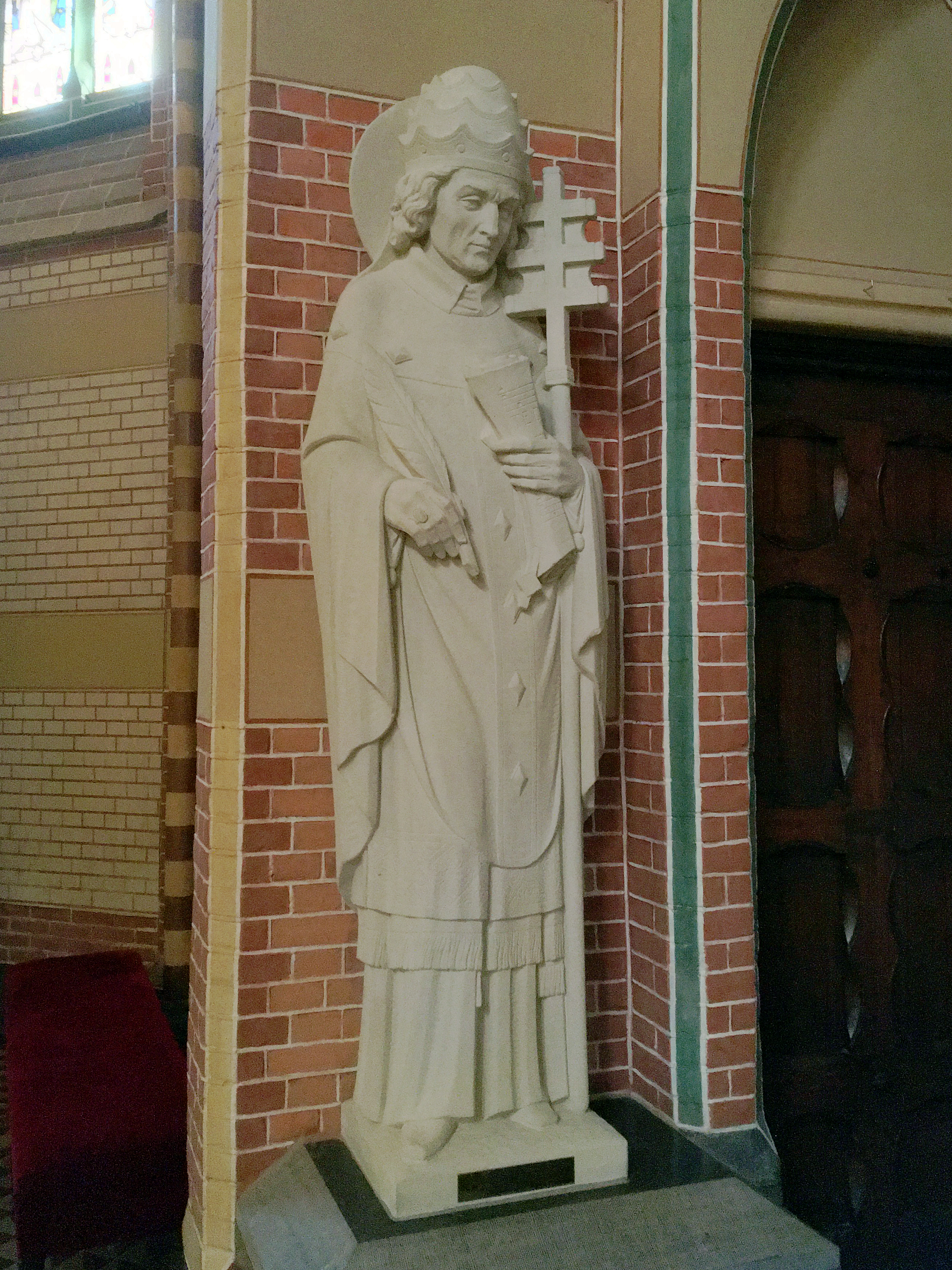
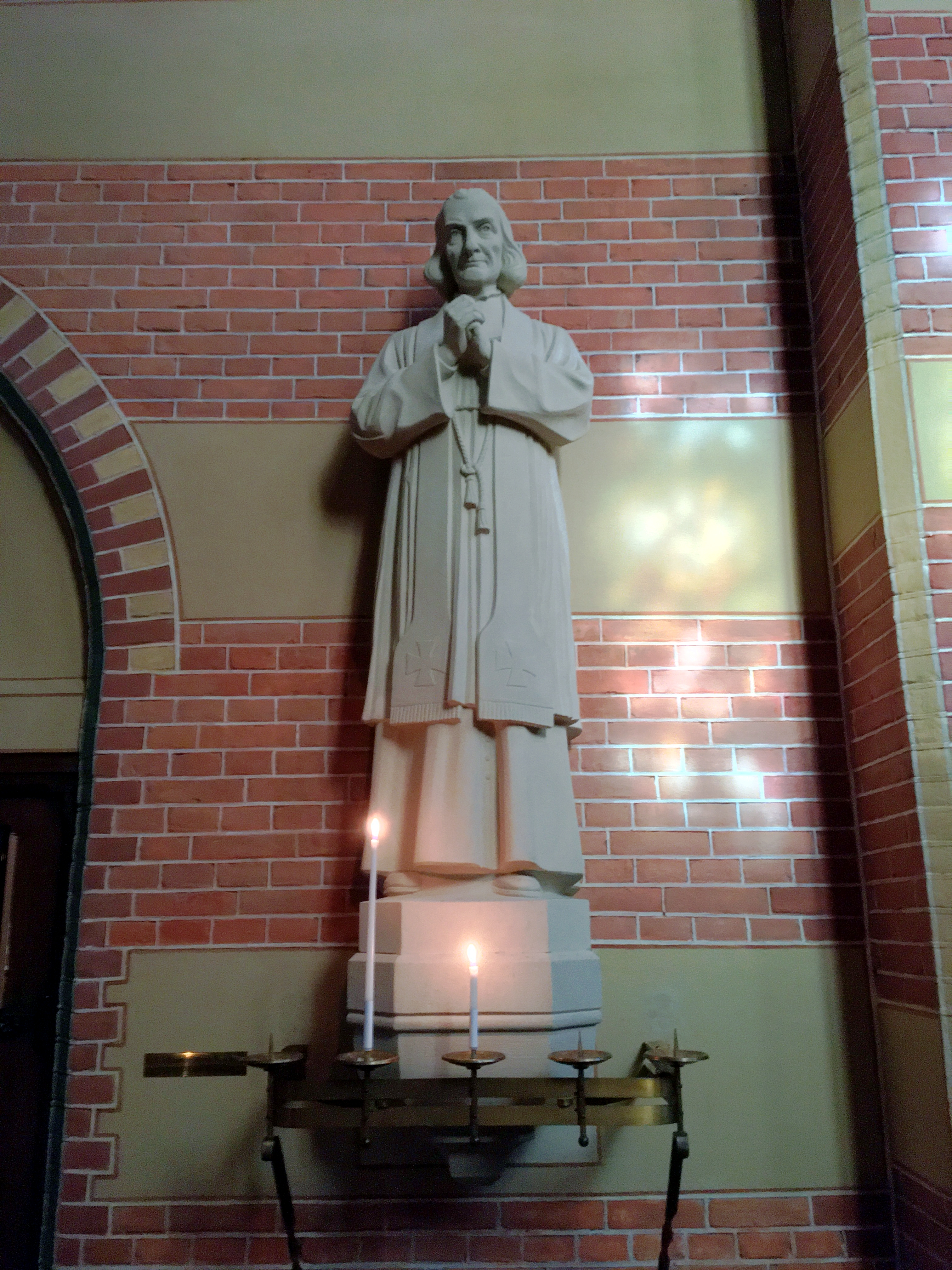
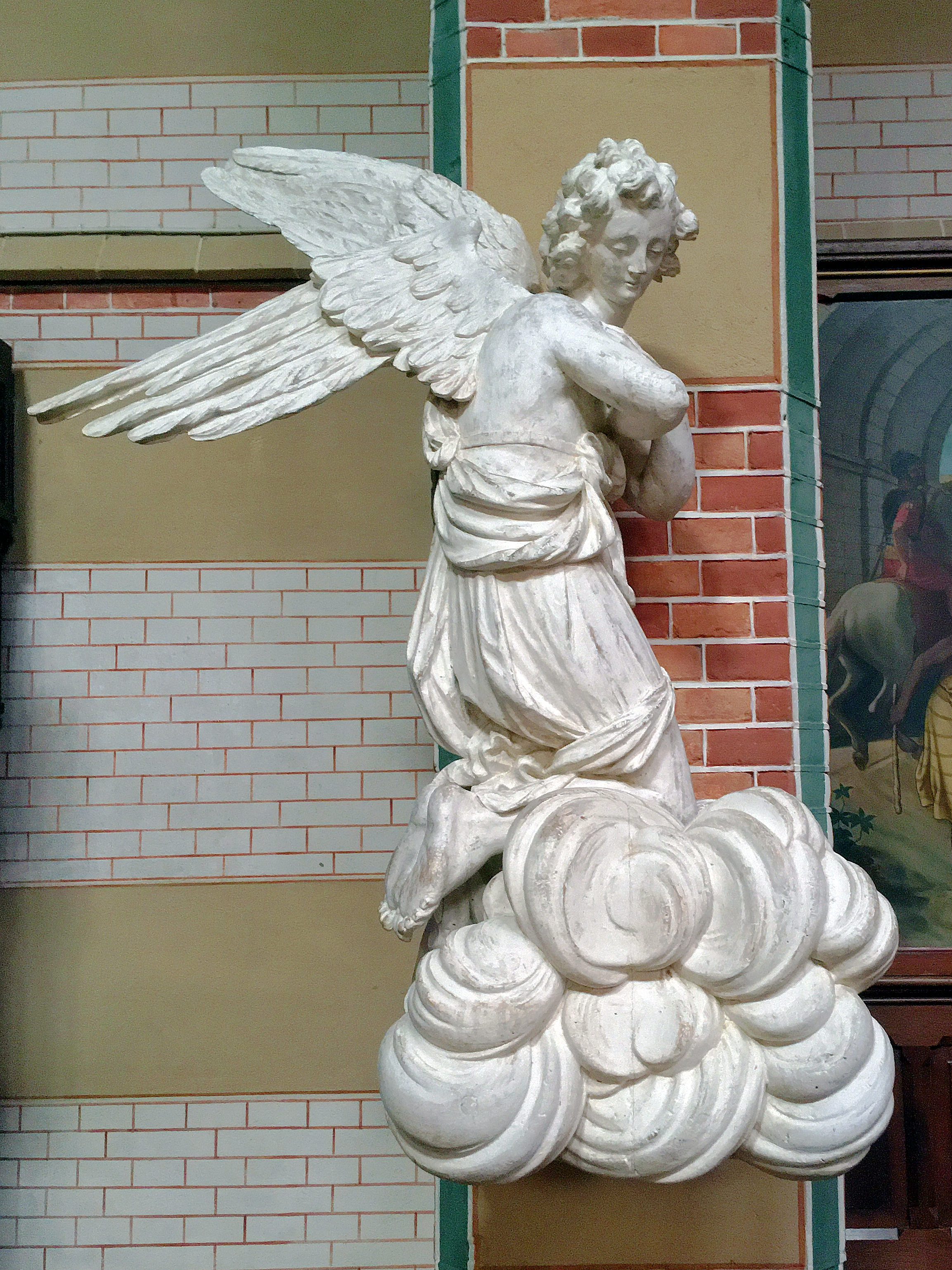
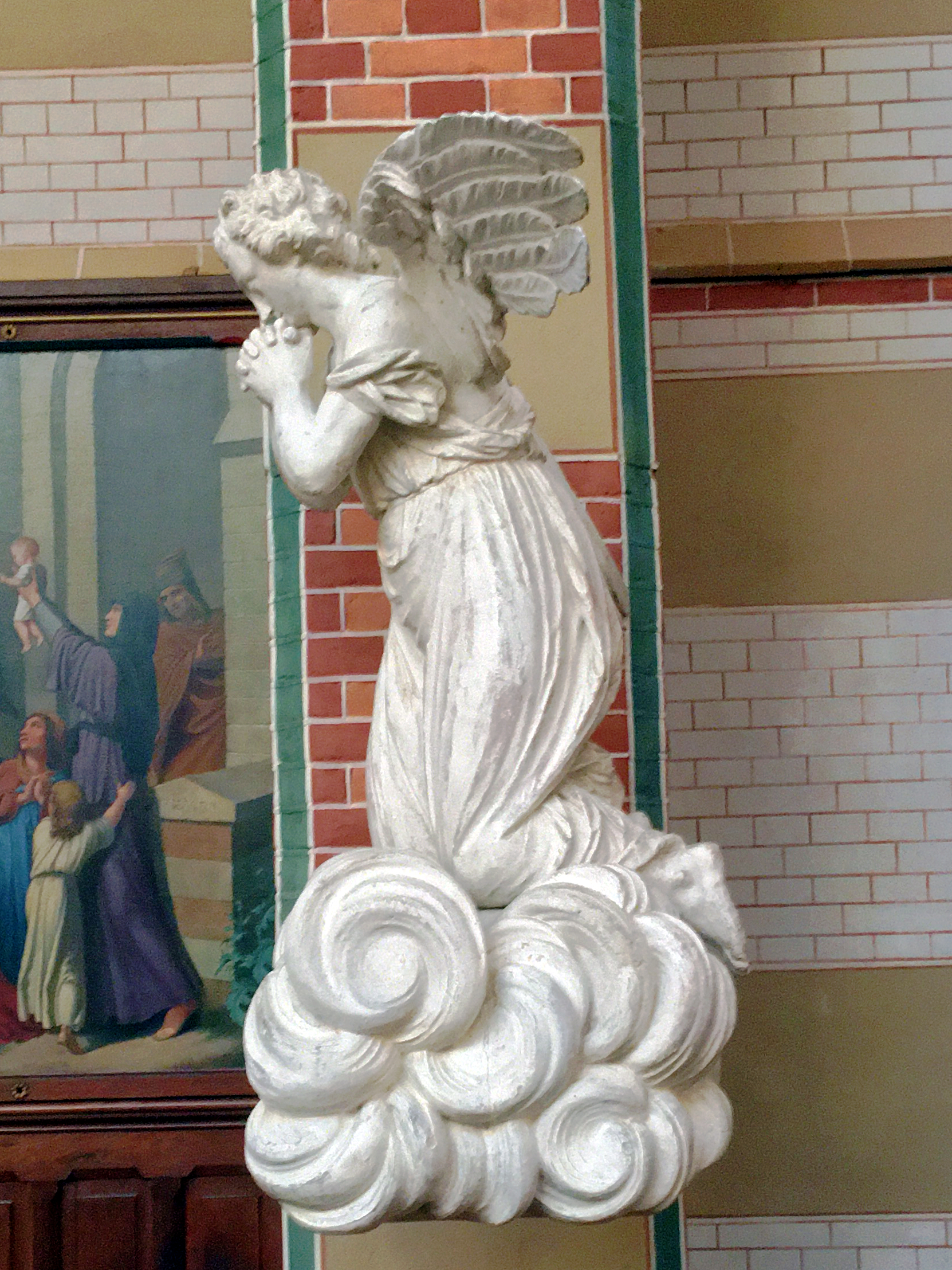
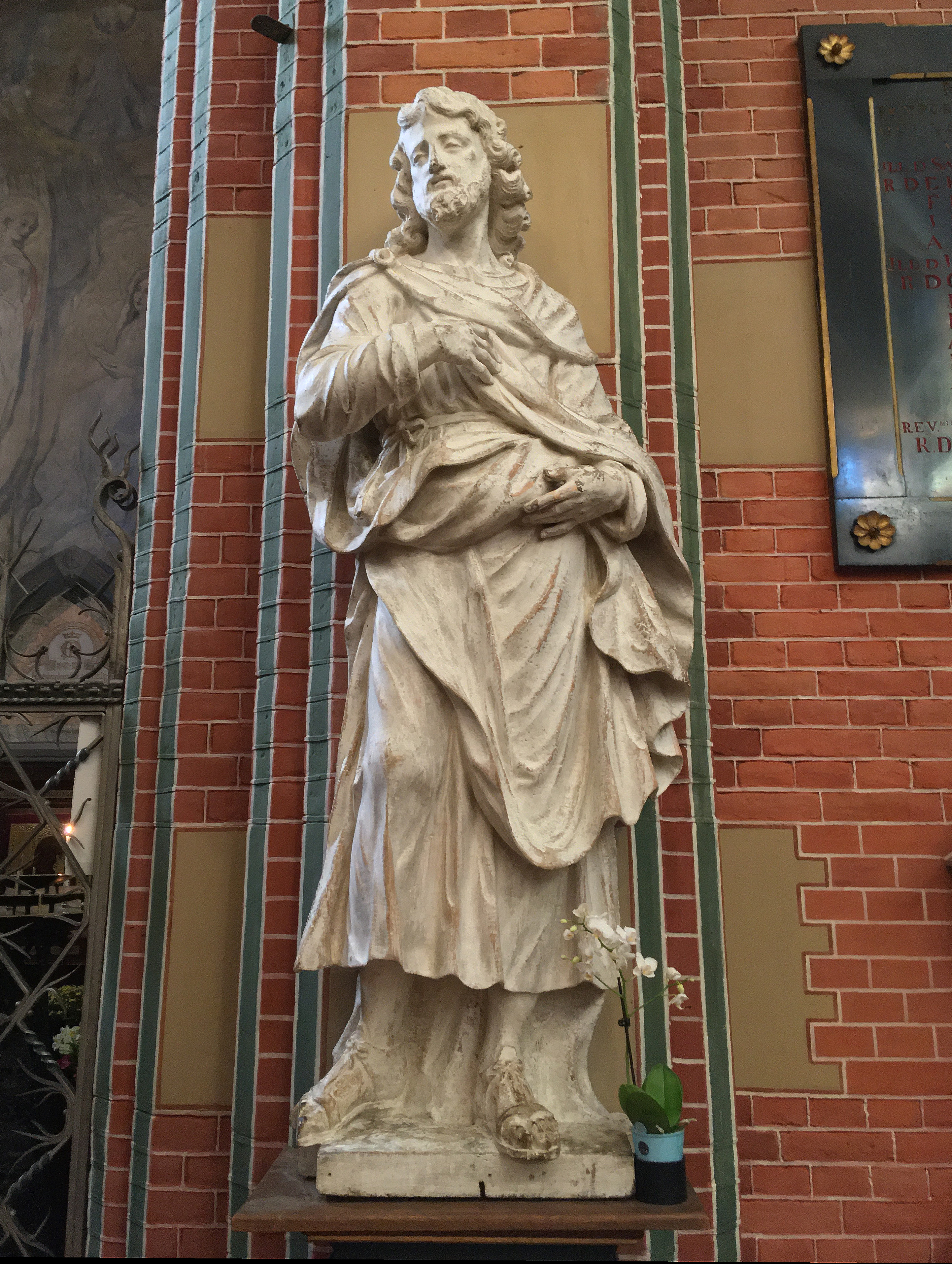

Glas-in-lood ramen

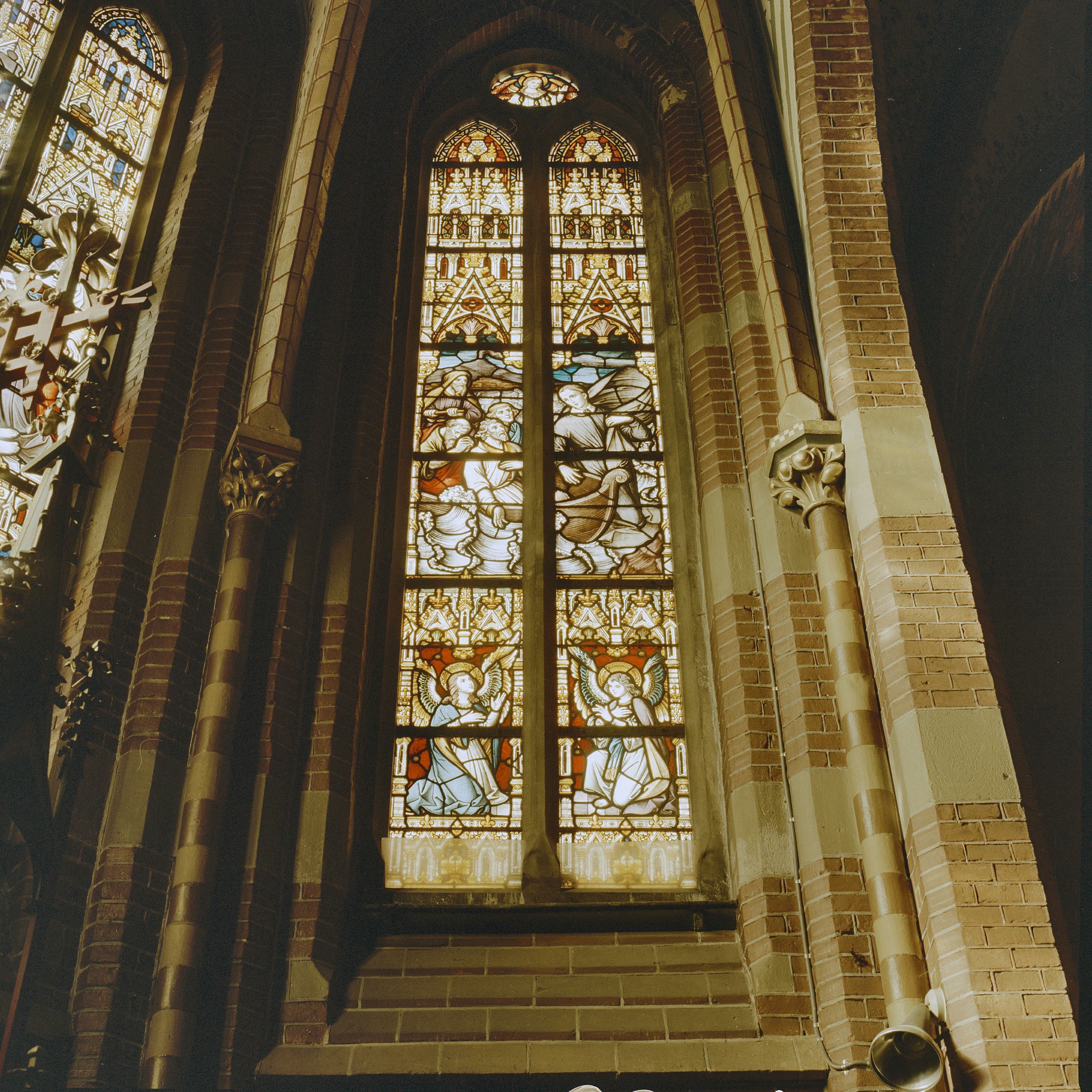
Raam doopkapel
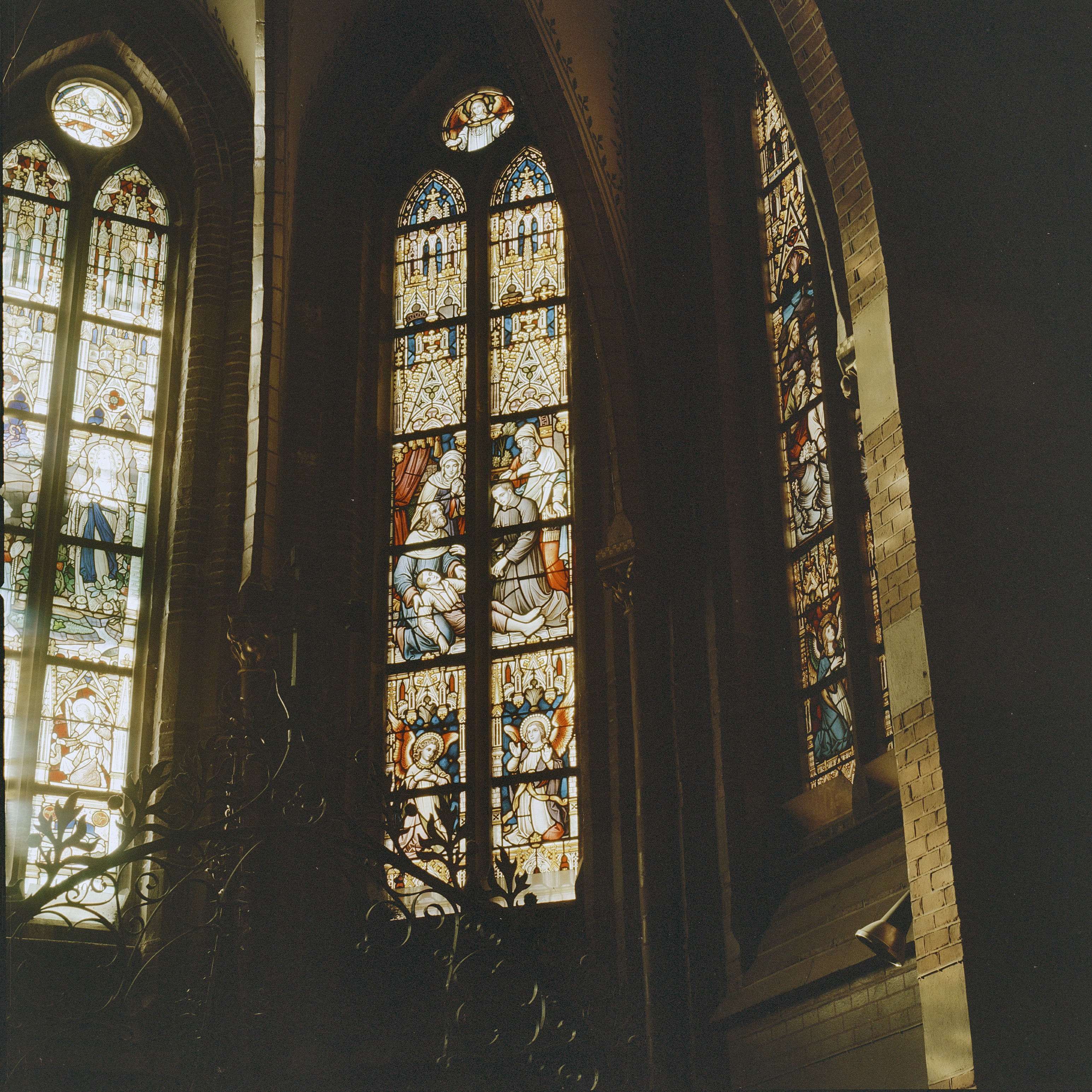
Raam doopkapel
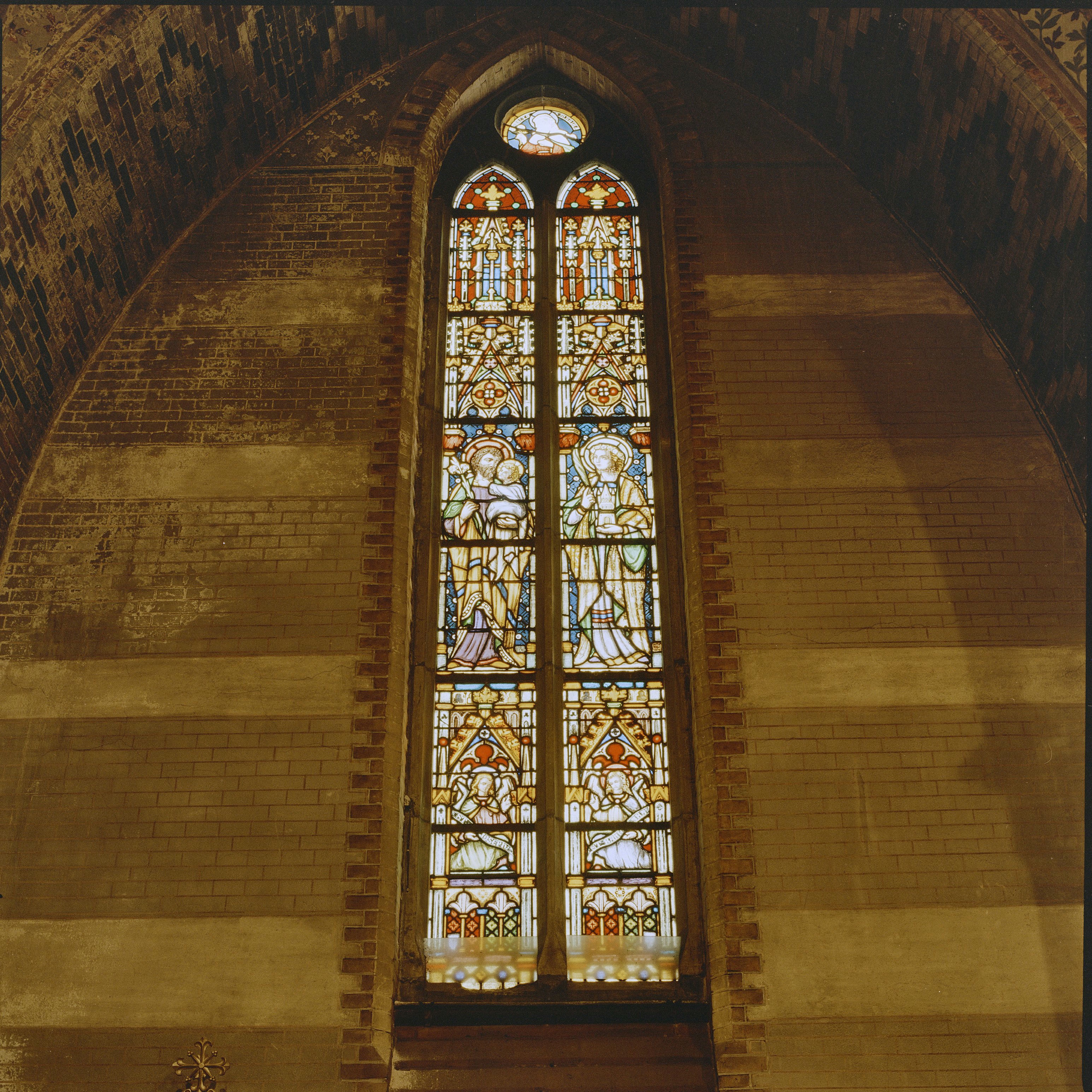
Raam noordgevel
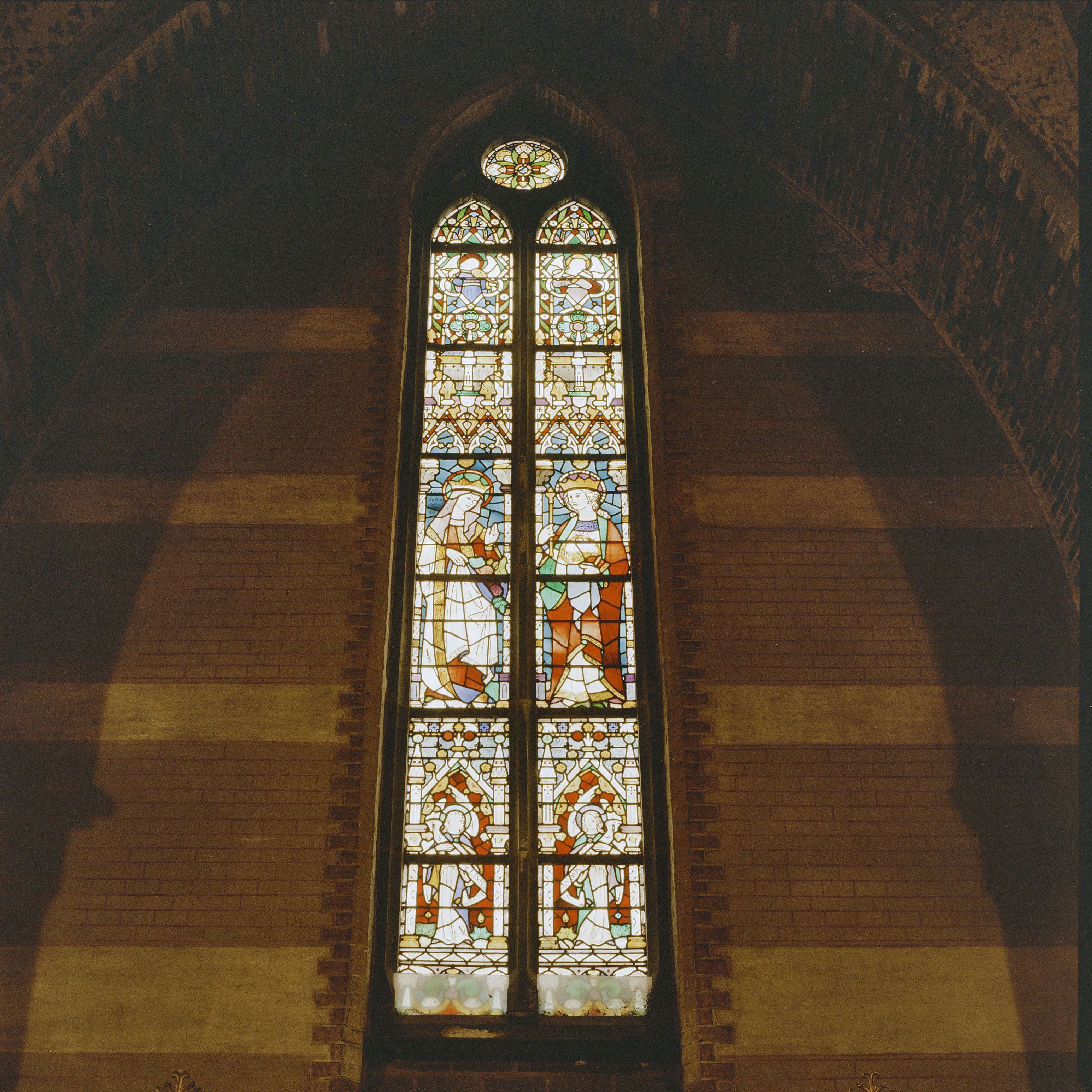
Raam noordgevel
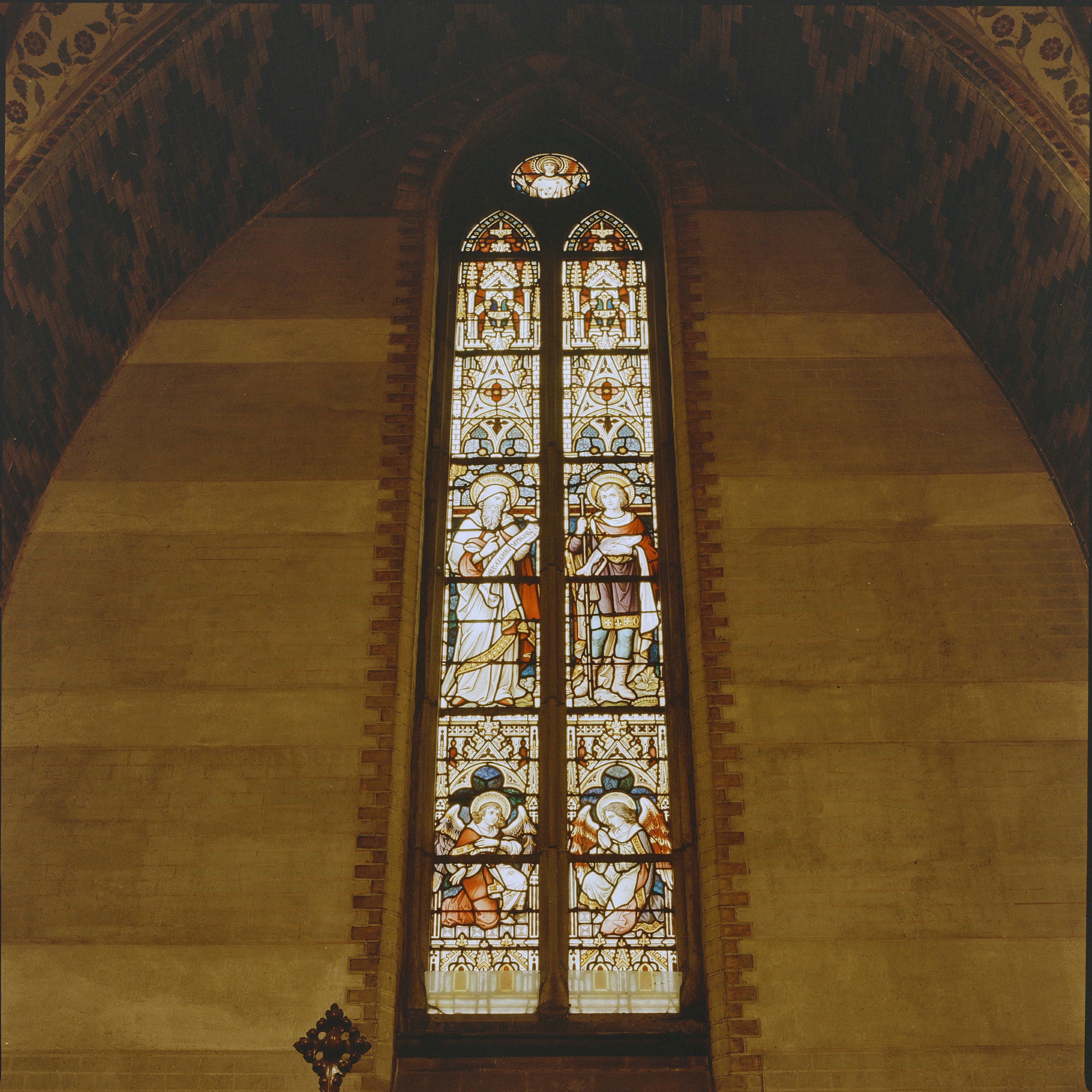
Raam noordgevel

Orgel

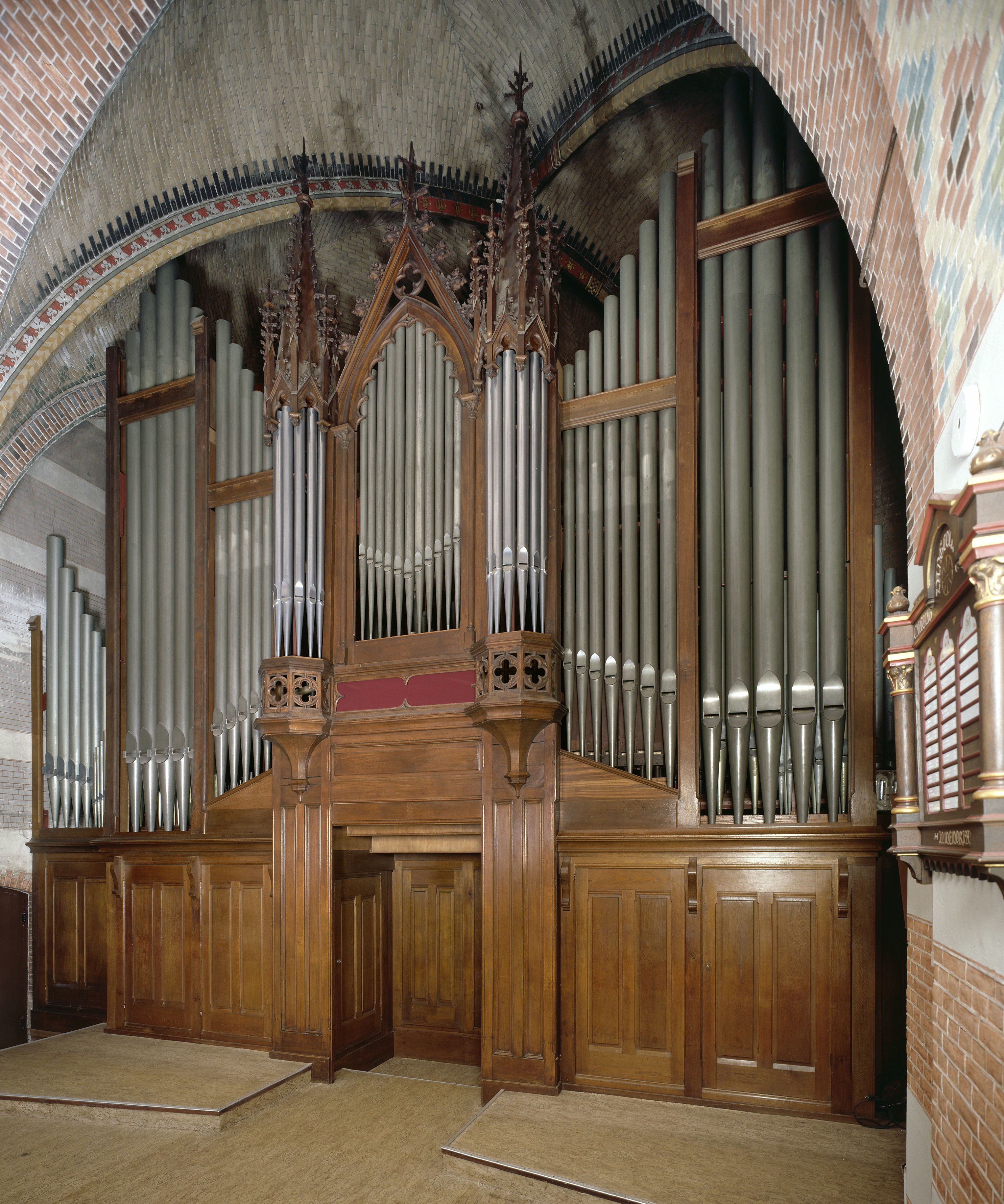
Het Adema/Vermeulen-orgel in 2007, voor de restauratie
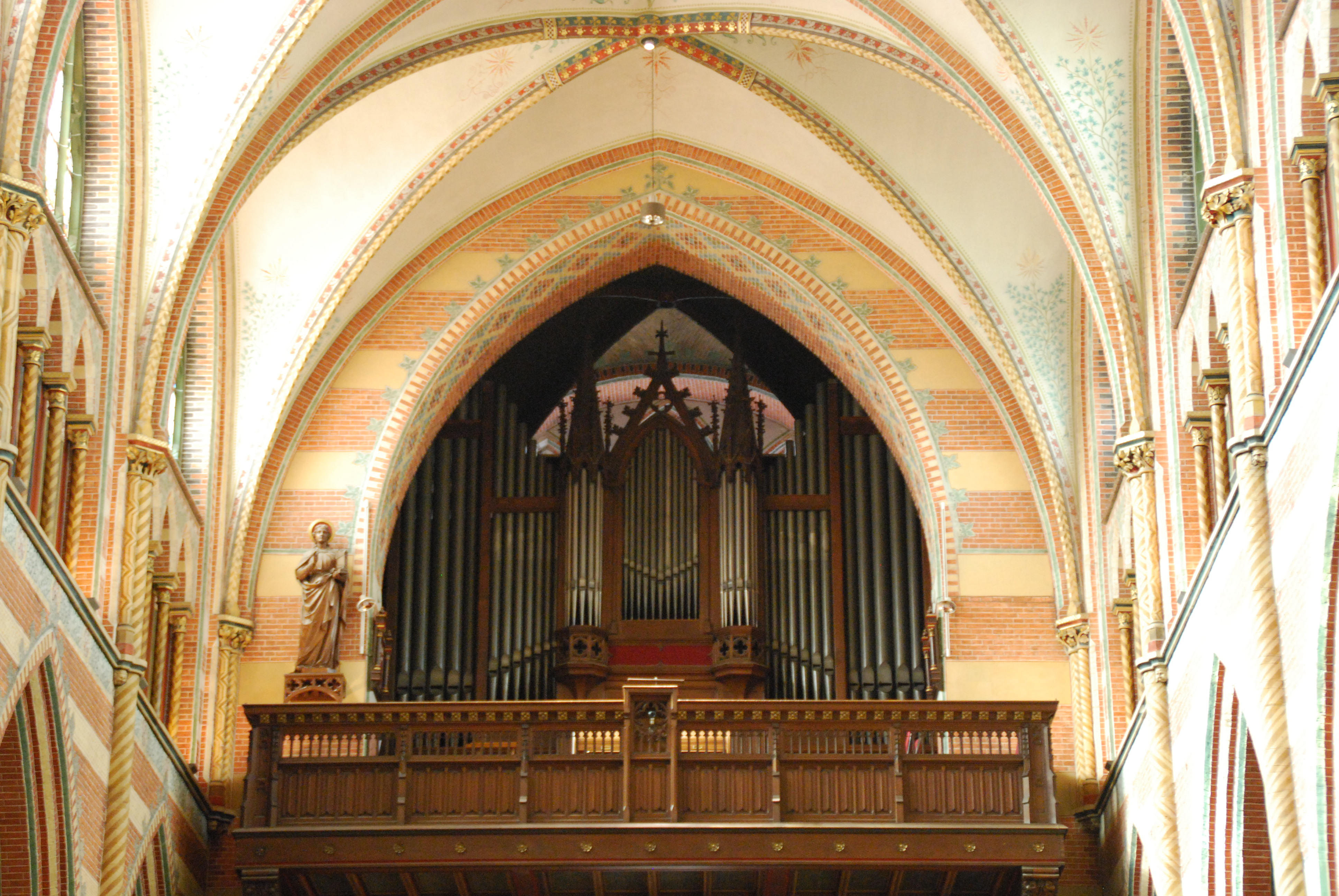
Het Adema/Vermeulen-orgel in 2011, na de restauratie